# Histoire de la dynastie Song
Vous lisez un « bon article » labellisé en 2011.  Il fait partie d'un « bon thème ».
La dynastie Song (chinois : 宋朝 ; pinyin : Sòng cháo ; 960–1279) de Chine est une dynastie régnante qui contrôle la Chine historique et le Sud de la Chine du milieu du Xe siècle jusqu’au dernier quart du XIIIe siècle. Cette dynastie marque un tournant important dans le domaine des innovations en science et technologie de la Chine ancienne, avec l'émergence de figures intellectuelles éminentes comme Shen Kuo et Su Song et l'utilisation révolutionnaire de la poudre à canon dans les armes (catapultes projetant des bombes, fusils de rempart, boute-feux lance-flammes et mines explosives).
Cependant, il s'agit également d'une période d'instabilité politique et militaire, au progrès d'une certaine manière entravé, par des factions politiques opposées et parfois agressives. La politique de gestion des frontières du Premier ministre Wang Anshi exacerbe les relations hostiles le long de la frontière sino-vietnamienne, menant à une guerre contre la dynastie Lý. Bien que ce conflit se termine sans véritable vainqueur, la déroute militaire lors de l'invasion des Jurchens au nord, en 1127, force la cour des Song à fuir Kaifeng, pour établir la nouvelle capitale à Hangzhou. Les Song y développent alors leur puissance maritime pour se défendre contre les Jurchens de la Dynastie Jin installés au Nord. Bien que les Song arrivent à défaire les tentatives successives d'invasion des Jurchens, les Mongols menés par Genghis Khan, Ögedei Khan, Möngke Khan et finalement Kublai Khan conquièrent la Chine jusqu'à la chute du dernier empereur Song en 1279.

## Fondation des Song
La dynastie des Zhou postérieurs est la dernière des Cinq Dynasties qui contrôle la Chine méridionale après la chute de la dynastie Tang en 907. Zhao Kuangyin, plus tard connu sous le nom d'empereur Song Taizu (r. 960-976), usurpe le trône des Zhou avec le soutien des commandants militaires en 960, initiant ainsi la dynastie Song. Une fois sur le trône, son but premier est de réunifier la Chine après un demi-siècle de division politique. Pour y arriver, l'empereur doit reconquérir Nanping, Wuyue, les territoires des Han du Sud, des Shu postérieurs et des Tang du Sud dans la Chine méridionale, mais également ceux des Han du Nord et les Seize préfectures dans la Chine septentrionale. Avec des officiers compétents tels que Yang Ye (d. 986), Liu Tingrang (929–987), Cao Bin (931–999) et Huyan Zan (d. 1000), la nouvelle puissance militaire des Song devient la force dominante en Chine. Les tactiques militaires innovantes, telles que la défense des lignes d'approvisionnement sur des ponts flottants, permettent aux Song d'enchaîner les succès contre les Tang du Sud lorsqu'ils traversent le fleuve Yangzi Jiang en 974. Grâce à l'utilisation massive de flèches enflammées par ses arbalétriers, les forces Song arrivent à défaire le légendaire corps d'éléphants de guerre des Han du Sud le 23 janvier 971. Cette bataille marque la soumission des Han du Sud et la fin du premier et dernier corps d'éléphants de guerre utilisé dans une armée chinoise.

Carte des dynasties Song du Nord, Liao et Xi occidentaux.

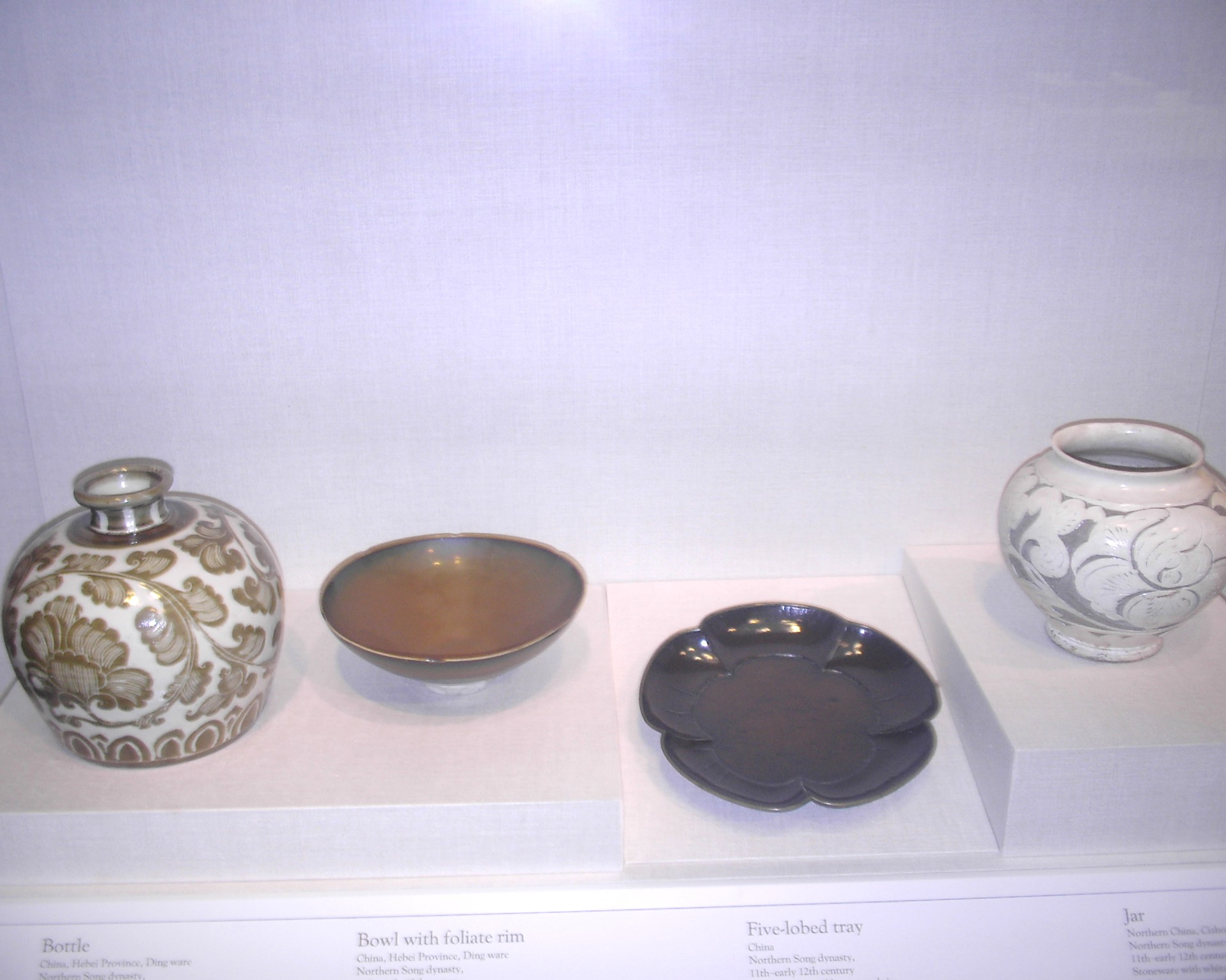
Objets en porcelaine, laque et grès de la dynastie Song.

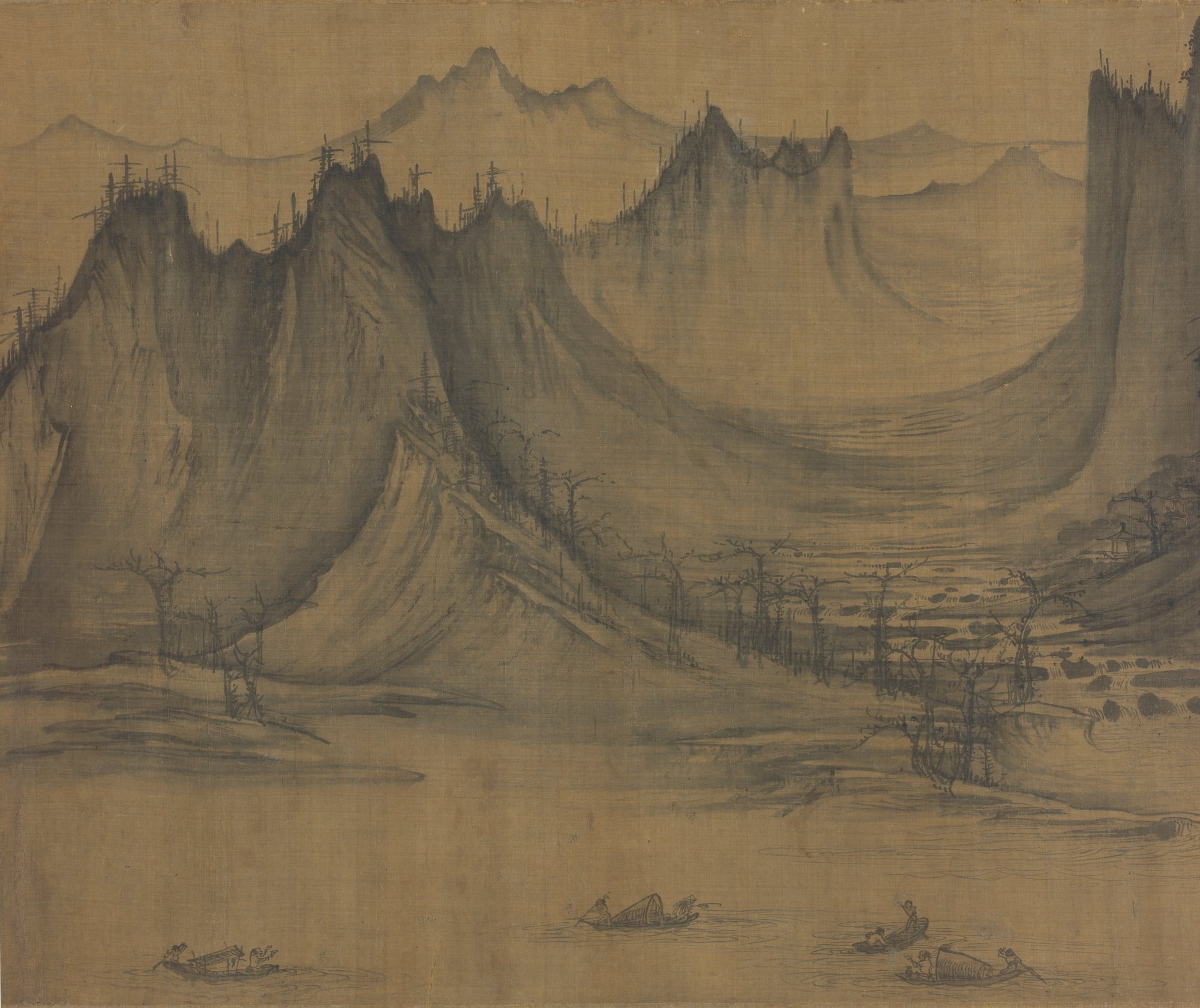
Chanson du soir des pêcheurs, une des plus fameuses peintures de Xu Daoning (970–1051).

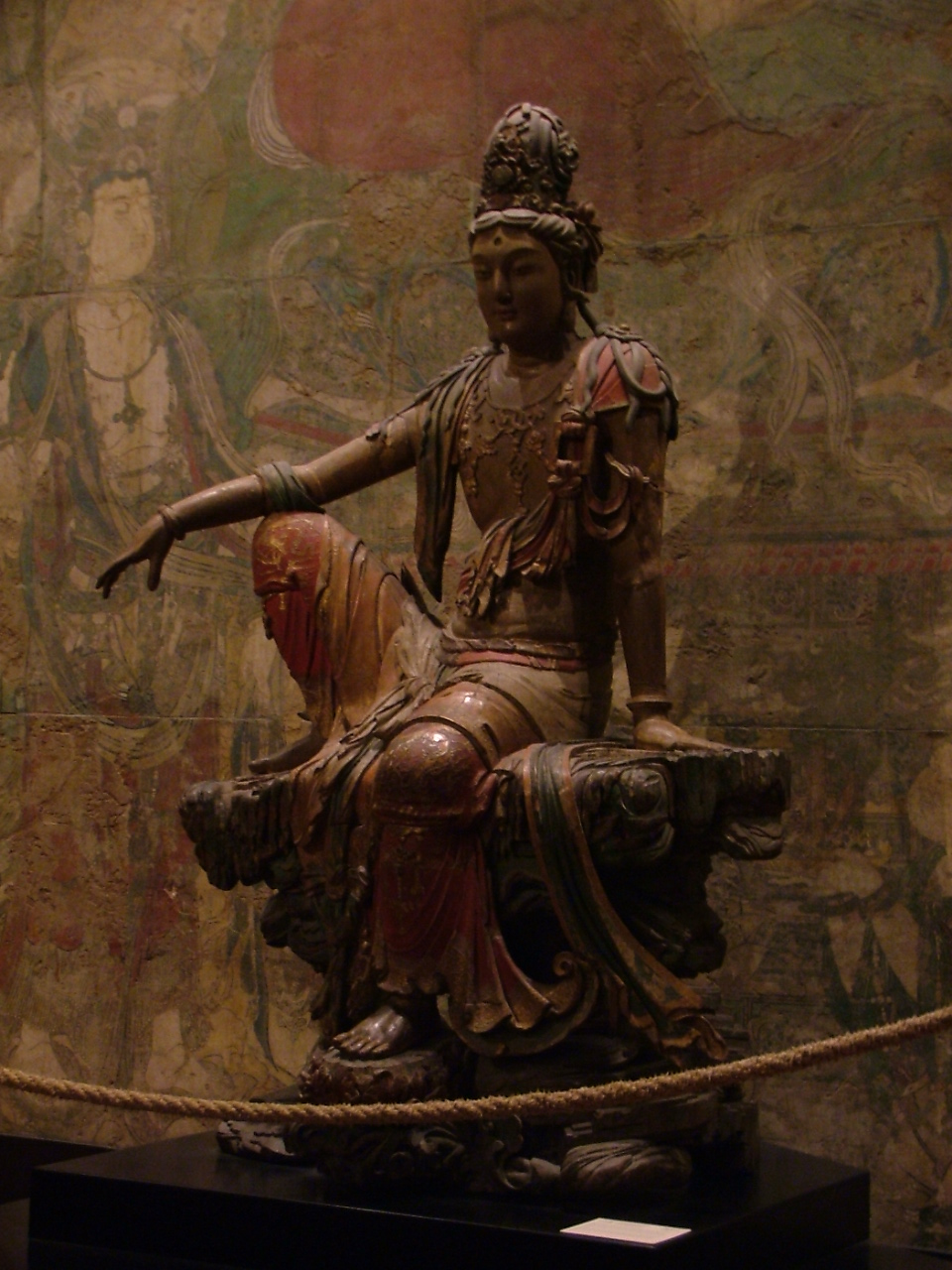
Statue de Guan Yin en bois polychrome de la dynastie Liao, province du Shanxi, Chine, (907–1125).

La consolidation dans le sud se termine en 978, avec la conquête de Wuyue. Les forces militaires Song se dirigent alors vers les Han du Nord, qui cèdent en 979. Cependant, les efforts pour prendre les Seize préfectures restent vains et ces dernières sont finalement incorporées à l'état Liao situé en Mandchourie. Concernant l'extrême nord-est, les Tangoutes contrôlent la région du Shaanxi depuis la nomination par la cour des Tang postérieurs en 881, d'un chef tangoute comme gouverneur militaire (jiedushi) de la région, poste qui devient alors héréditaire (formant ainsi la dynastie des Xia occidentaux). Malgré une puissance militaire égale à celle de la dynastie Liao, les Song parviennent à remporter quelques victoires significatives contre les Xia occidentaux, qui tombent finalement au cours de la conquête mongole de Genghis Khan en 1227.
Après la consolidation politique découlant de la conquête militaire, l'empereur Taizu organise un banquet, devenu célèbre, auquel sont conviés tous les hauts gradés ayant servi les Song dans les différentes campagnes militaires. Pendant que ses officiers boivent et festoient avec l'empereur, celui-ci leur fait part d'un possible coup militaire contre lui, similaire à ceux de l'époque des Cinq Dynasties. Les officiers protestent contre cette idée et insistent sur le fait que personne n'est aussi qualifié que lui pour diriger le pays. Le passage du Song Shi décrit la scène de cette façon :
« L'empereur a dit : « La vie de l'homme est courte. Le Bonheur consiste à avoir une bonne santé, à aimer la vie et à être ensuite capable de transmettre la même prospérité à ses descendants. Si vous, mes officiers, renoncez au pouvoir militaire, vous retirez dans les provinces et choisissez les meilleures terres pour y vivre et y passer le restant de vos vies dans le plaisir et la paix... Ne serait-ce pas mieux que de vivre une vie de péril et d'incertitude ? Afin qu'aucune ombre de suspicion ne plane entre les princes et les ministres, nous allierons nos familles par des mariages et ainsi, dirigeants et sujets, unis dans la fraternité et l'amitié, apprécieront la tranquillité »... Le jour suivant, les commandants militaires déposèrent tous leur démission, prétextant des maladies (imaginaires) et se retirèrent dans les districts du pays, où l'empereur, les couvrit de cadeaux splendides, et les nomma à de hautes fonctions officielles. »
L'empereur Taizu développe une bureaucratie centralisée efficace composée de fonctionnaires érudits civils. Les gouverneurs régionaux militaires et leurs partisans sont remplacés par des fonctionnaires désignés par le gouvernement central. Ce système de gouvernance civile conduit à une plus grande concentration des pouvoirs dans les mains du gouvernement central dirigé par l'empereur. Au début du XIe siècle, environ 30 000 personnes se présentent chaque année aux examens impériaux de niveau préfectoral, avant d'atteindre 80 000 à la fin du siècle et 400 000 au XIIIe siècle. Malgré la création de nouveaux gouvernements municipaux, le nombre de préfectures et de provinces reste stable par rapport à la période précédent la prise de pouvoir des Song. Alors que de plus en plus de personnes participent aux examens impériaux, le nombre de candidats sélectionnés évolue ainsi peu par rapport aux périodes précédentes, rendant par conséquent les examens de la fonction publique très sélectifs pour les candidats.
L'empereur Taizu trouve également d'autres moyens pour consolider et renforcer son pouvoir. Notamment, il met à jour les cartes du pays, afin que l'administration centrale puisse facilement traiter les affaires dans les provinces. En 971, il ordonne à Lu Duosun de mettre à jour et de « réécrire toutes les [cartes] Tu Jing dans le monde ». Malgré la démesure de cette tâche pour un seul homme, Lu Duosun parcourt les provinces et collecte des index géographiques enrichis d'énormément de détails. Avec l'aide de Song Zhun, le travail titanesque se termine en 1010, avec environ 1 566 chapitres,. Le texte historique Song Shi rapporte plus tard (noms selon la transcription Wade-Giles) :
« Yuan Hsieh (d. 1220) était directeur général des greniers à grains gouvernementaux. Afin de poursuivre son action de lutte contre les famines, il ordonna à chaque pao (village) de préparer une carte situant les champs, montagnes, rivières et routes avec force détails. Les cartes des pao furent regroupées pour constituer la carte des tu (district), qui furent à leur tour regroupées pour former les cartes des hsiang et hsien (districts plus importants). Si des problèmes survenaient lors de la collecte des taxes ou la distribution du grain, ou si la présence de voleurs ou de bandits était rapportée, les fonctionnaires provinciaux pouvaient rapidement accomplir leur devoir avec l'aide de ces cartes. »
Taizu montre également un fort intérêt pour les sciences et les technologies. Il utilise l'atelier impérial pour soutenir certains projets tels que la sphère armillaire hydraulique de Zhang Sixun (pour les observations astronomiques et la mesure du temps) qui utilise du mercure liquide plutôt que de l'eau (le mercure liquide ne pouvant pas geler durant l'hiver).
L'empereur est également ouvert d'esprit sur la gestion des affaires, particulièrement avec ceux considérés comme étrangers. Il nomme par exemple le musulman Ma Yize (910-1005) chef astronome de la cour Song. En vue de la réception d'émissaires du royaume coréen de Goryeo, la cour rédige environ 1 500 volumes sur les règles, les consignes et les directives spécifiques à respecter pour leur réception. Les Song envoient également des émissaires à l'étranger, comme Wang Yande (939–1006), envoyé officiellement dans la ville ouïghoure de Gaochang en 981, alors qu'elle est sous contrôle des Qarakhanides.

## Relations avec les Liao et les Xia occidentaux

### Le grand fossé et le Traité de Shanyuan

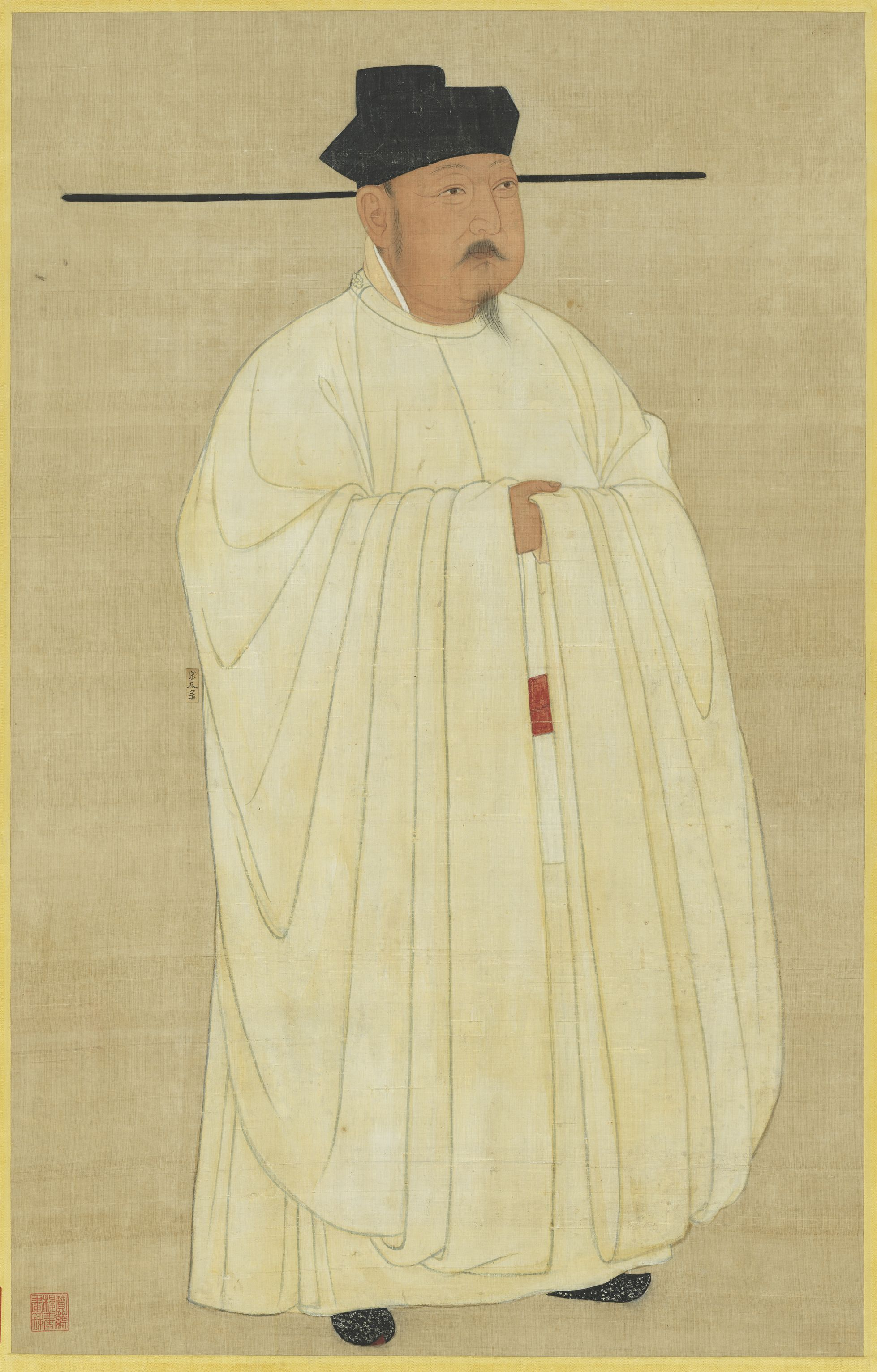
Portrait contemporain de l'empereur Song Taizong, Musée national du palais, Taipei.

Les relations entre Song et Liao (dirigés par les Khitans) sont relativement pacifiques dans les deux décennies qui suivent la fondation de la dynastie Song, en dépit des territoires des Han du Nord et des Seize préfectures sur lesquels chacune des deux parties voudrait faire main basse. En 974, les deux camps commencent à s'échanger des ambassades pour le Nouvel An chinois. Cependant, en 979 les Song entrent en conflit avec les Han du Nord, qui sont alors sous la protection des Liao. L'empereur Song réussit à obtenir la capitulation des Han du Nord. Mais, lors de leur marche vers la capitale septentrionale des Liao (actuelle Pékin) dans les Seize préfectures, les forces Song sont battues lors de la bataille de la rivière Gaoliang. Cette défaite affecte le prestige politique de l'empereur Song Taizong (r. 976–997) ; ses commandants militaires tentent alors, sans succès, de le renverser au profit de son neveu, Dezhao.
Les relations entre Song et Liao deviennent de plus en plus tendues et hostiles. En 986, les Song envoient trois armées contre les Liao pour tirer avantage du jeune âge de l'empereur (un enfant) et tenter de capturer les Seize préfectures. Mais les Liao réussissent à repousser les attaques Song. Après cela, les relations diplomatiques sont renouées, pour une trêve de courte durée, puisque les relations entre les deux états s'enveniment à nouveau dans les années 990. De 993 à 1004, les Liao observent les Song alors que ces derniers construisent un « grand fossé » dans la province septentrionale du Hebei entre les montagnes Taihang à l'ouest et la mer de Bohai à l'est. Le fossé est essentiellement composé de canaux destinés à bloquer l'avancée de la cavalerie adverse sur la frontière nord. Cependant, l'État Liao perçoit cet ouvrage comme un moyen utilisé par les Song pour disposer des forces offensives de manière plus efficiente grâce aux voies d'eau ainsi créées. En 999, les Liao amorcent des attaques annuelles sur les positions Song, sans remporter de victoire décisive. Ils projettent alors de reprendre la région de Guannan au nord du Hebei, capturée précédemment par le général Song Zhou Shizong, et comportant de plus, des voies de passage stratégiques.

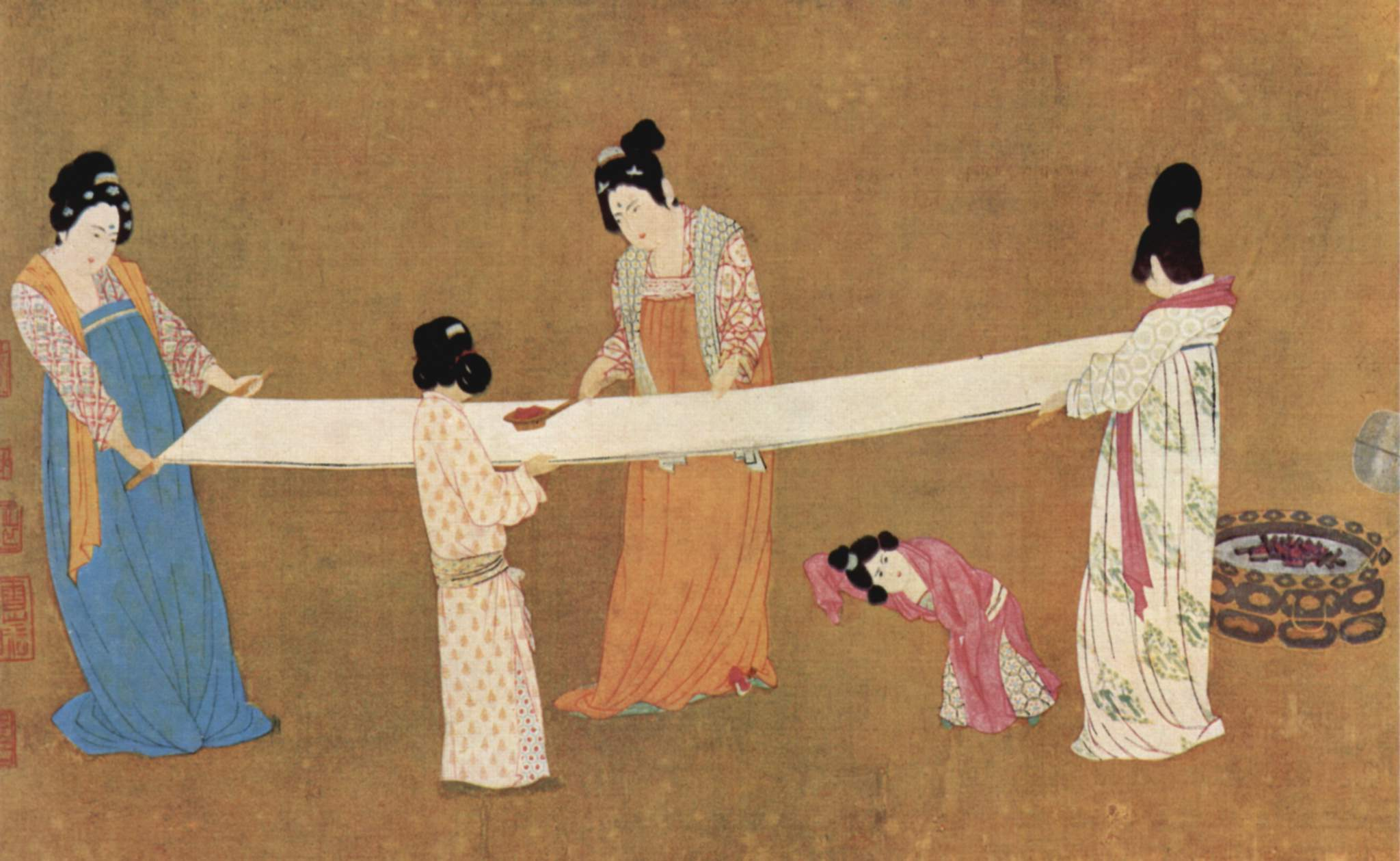
Peinture du XIIe siècle de femmes tissant de la soie. À la suite du traité de Shanyuan, les Song envoient chaque année un tribut de 200000 rouleaux de soie à la dynastie Liao.

En 1004, les forces Liao arrivent à pénétrer dans le territoire Song, et établissent un camp à Shanyuan, à environ 100 km au nord de la capitale de la dynastie Song, Kaifeng. Cependant, leurs troupes sont largement débordées et toutes les voies de retraite risquent d'être bloquées par les forces Song. Finalement, le « grand fossé » s'avère être un dispositif défensif efficace qui retarde l'avancée de la cavalerie Liao et les contraint à réclamer une trêve. Les négociations débouchent sur le Traité de Shanyuan, signé en janvier 1005 (certaines sources citent 1004 à cause du calendrier lunaire chinois), qui fixe les frontières entre les territoires Song et Liao telles qu'elles étaient définies avant le conflit. Les dirigeants Khitans désirent également arranger des mariages avec la famille Zhao afin de nouer des relations avec les Song. Mais ces derniers refusent cette offre, privilégiant plutôt la mise en place d'une parenté impériale symbolique. Cependant, le traité impose aux Song le paiement annuel d'un tribut et la reconnaissance de l'égalité entre Song et Liao. Le tribut est constitué de 283 kg d'argent et 200 000 rouleaux de soie, puis de 500 000 rouleaux à partir de 1042. Toutefois, même l'augmentation du tribut en 1042 n'affecte pas l'économie des Song. Les réserves d'argent des Liao, métal servant alors de monnaie, n'augmentent d'ailleurs pas non plus avec le tribut, car les exportations de marchandises Song vers les Liao sont considérablement plus importantes que les importations en sens inverse. Par conséquent, une grande partie de l'argent envoyé comme tribut aux Liao est utilisé pour payer les marchandises Song et finit par revenir dans les mains des marchands chinois et du gouvernement.
Jusqu'à ce que les Song tirent avantage de l'importante rébellion dans le royaume Liao en 1125, ils doivent maintenir des relations cordiales avec la dynastie Liao. Des ambassadeurs expérimentés sont envoyés en mission pour la courtiser et maintenir la paix, comme Su Song, horloger, ingénieur et homme politique renommé. Dans le même temps, les Song se préparent à un conflit armé, en augmentant la taille totale de leurs forces armées à un million de soldats en 1022. À cette époque, le budget militaire absorbe les trois quarts des revenus fiscaux de l'État, comparés aux seulement 2 ou 3 pour cent destinés à payer le tribut des Liao. Dans ces circonstances, des rivalités politiques intenses apparaissent dans la cour Song sur la façon de traiter ces problèmes.

### Conflit et diplomatie dans le nord-ouest

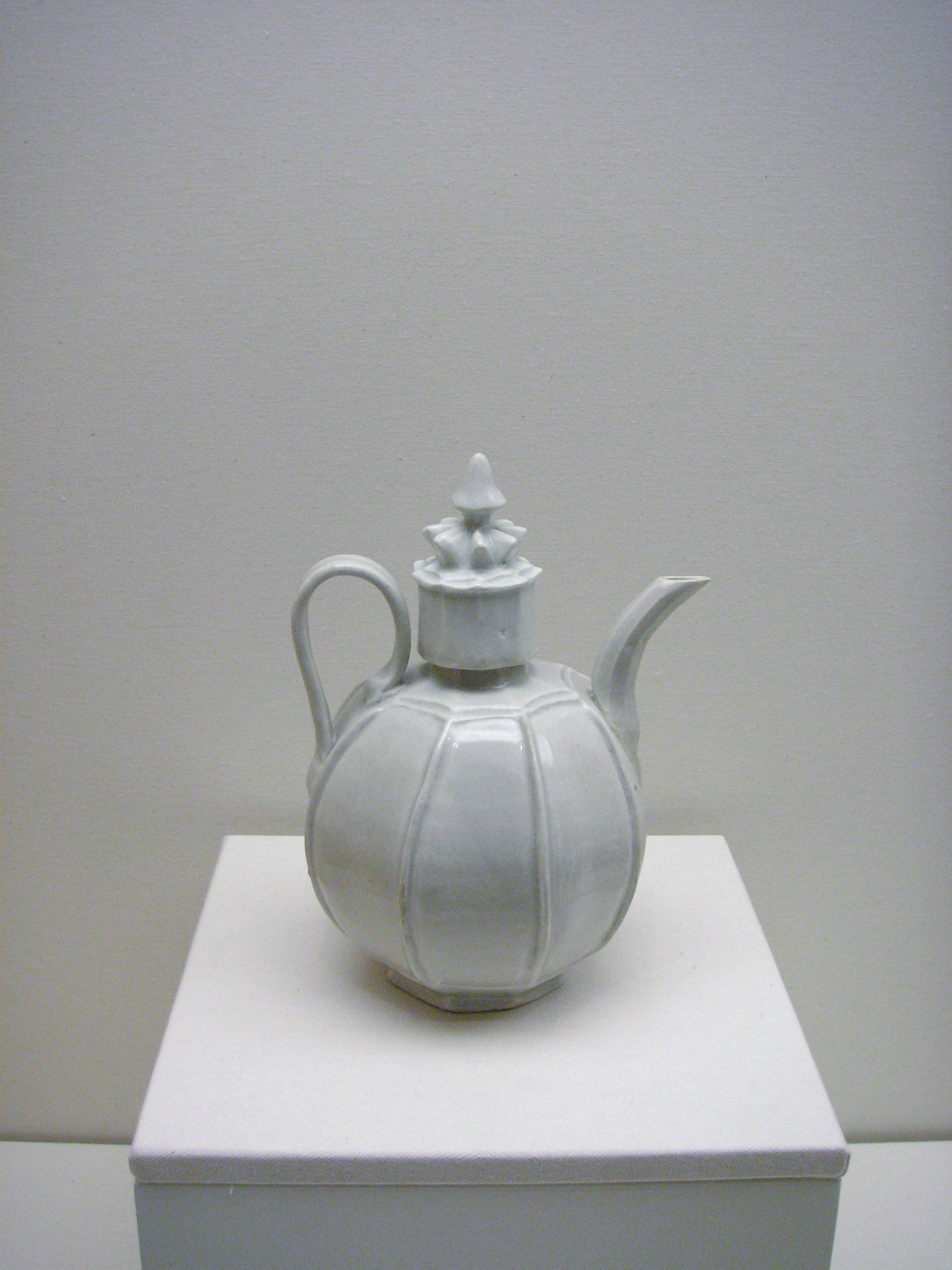
Théière en porcelaine dans le style Qingbai, de Jingdezhen, dynastie Song.

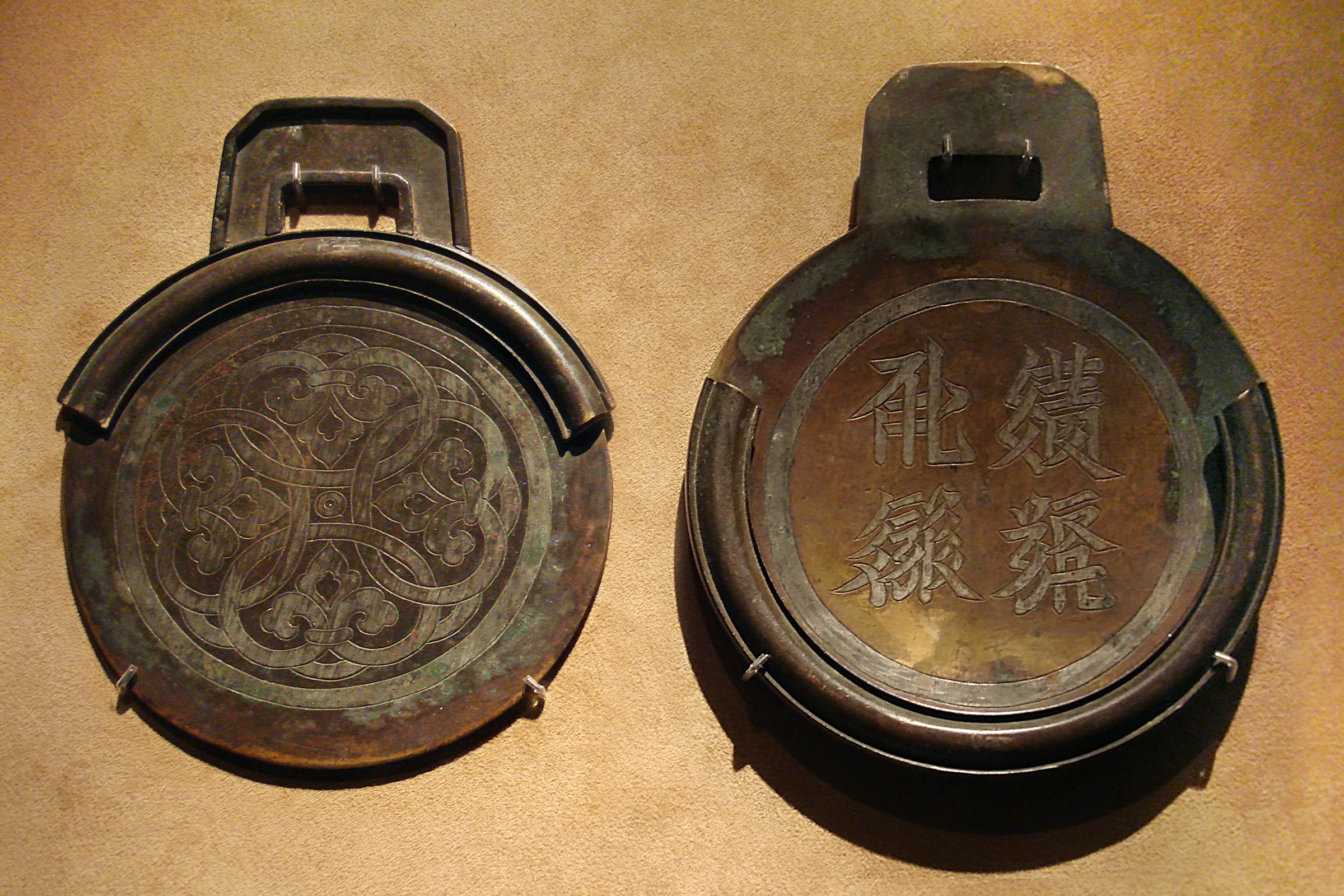
Décrets en bronze écrits en langue tangoute des Xia occidentaux. De tels décrets sont utilisés pour envoyer des documents et messages urgents, sous les ordres de l'empereur. Lorsque ces pièces qui s'emboitent sont associées, elles prouvent l'identité du porteur.

Les Song entrent en conflit avec les Tangoutes de la dynastie des Xia occidentaux au début des années 980, lorsqu'ils tentent de reprendre les préfectures d'Ordos anciennement aux mains des Tang postérieurs, détenues alors par les Tangoutes. Après la mort de leur dirigeant Li Jiqian en 1004, les Tangoutes menés par Li Deming (r. 1005-1032) commencent par attaquer les Song, avant de nouer avec eux des relations pacifiques sur fond de bénéfices économiques mutuels jusqu'en 1038,.
En 1034, Li Jipeng (alias Zhao Baozhong) mène un raid sur le territoire des Xia et détruit des places fortes. En réaction, les Tangoutes de Li Yuanhao (1003-1048) lancent le 12 septembre 1034 une attaque sur Qinzhou. Li Yuanhao relâche plus tard les officiers et soldats Song capturés au cours de cet assaut. Le 29 janvier 1035, les relations sont restaurées lorsque Li Yuanhao envoie un tribut de cinquante chevaux à la cour des Song et demande une copie d'un canon bouddhique en retour. Les Song accèdent à sa requête. L'administration de Li suit le modèle traditionnel chinois de bureaucratie, tout en conservant certaines coutumes et un système d'écriture tangoutes.
En 1038, Li s'autoproclame premier empereur des Xia occidentaux, sous le nom de règne Jingzong (r. 1038-1048). Le 10 novembre 1038, il envoie un émissaire à la capitale Song afin de faire reconnaître son nouveau titre de Fils du Ciel bleu et de réclamer la fin du tribut aux Song en vertu de son nouveau statut. Les Xia commencent à attaquer les frontières Song. Après avoir repoussé leurs attaques, le 9 janvier 1039, les Song ferment leurs frontières et stoppent les relations commerciales ; une récompense de 100 000 colliers de pièces est promise à quiconque capturera l'empereur Jingzong. À la fin de la guerre en 1044, chacun des deux camps déplore la perte de dizaines de milliers de soldats,. Malgré des victoires impressionnantes au début de la guerre, l'empereur Jingzong n'est parvenu à conquérir aucun nouveau territoire. Il cède à la requête des Song qui lui demandent de se considérer comme un sujet inférieur quand il s'adresse aux Song et d'accepter de suivre les rituels Song pour l'organisation de cérémonies officielles. Tout au long de la guerre, les Song ont maintenu un certain nombre de postes militaires fortifiés disséminés sur près de 480 km, des préfectures les plus occidentales du Shaanxi jusqu'à la commanderie de Hedong (actuelle Shanxi). Comme ils ne peuvent pas compter sur des obstacles défensifs en eau dans cette région (comme le « grand fossé » utilisé dans le Hebei contre les Liao), ils mettent en garnison sur cette large surface un nombre record de soldats, avec 200 bataillons impériaux et 900 bataillons provinciaux en 1043.
Les relations sont à nouveau brisées en 1067 avec l'accession au pouvoir de l'empereur Song Shenzong, puis le succès considérable dans la conquête de territoires tangoutes dans les années 1070. Un sentiment expansionniste imprègne la cour de Shenzong, tout comme le désir de prendre le contrôle des territoires jugés appartenir au dirigeant légitime de la Chine. Ainsi, lorsqu'un général Song mène une attaque sur une ville frontalière des Xia occidentaux, Shenzong vient en personne le soutenir. Pour punir les Xia occidentaux et affecter leur économie, l'empereur Shengzong met fin aux relations commerciales frontalières. Le scientifique et homme politique Shen Kuo (1031-1095) est alors envoyé à Yanzhou (actuelle Yan'an, province du Shaanxi) en 1080 pour empêcher une invasion militaire tangoute. Il parvient à défendre sa position fortifiée, mais le nouveau grand conseiller Cai Que le rend responsable de la mort d'un officier militaire rival et de la décimation de ses forces. Shen Kuo est alors évincé et l'État abandonne le territoire qu'il était parvenu à défendre.
En 1085, l'empereur Song Zhezong monte sur le trône à l'âge de neuf ans ; l'impératrice douairière Gao assure d'une main de fer la régence. À la mort de cette dernière en 1093, l'empereur Song Zhezong s'affirme à la cour, en évinçant les conservateurs politiques menés par Sima Guang, en relançant les réformes de Wang Anshi et en mettant fin à toutes les négociations avec les Tangoutes des Xia occidentaux. Cette position relance le conflit armé entre ces derniers et la dynastie Song. En 1099, les Song du Nord lancent une campagne à Xining et Haidong (dans la province moderne du Qinghai), occupant des régions contrôlées par le régime de Gusiluo depuis le Xe siècle. En 1116, l'ensemble du territoire de Gusiluo est annexé et intégré aux préfectures Song, devenant alors la frontière la plus occidentale avec les Xia occidentaux.

## Relations avec Lý du Vietnam et conflit frontalier

Carte de la péninsule vietnamienne. Les trois empires qui contrôlent ce territoire en 1100 sont représentées.

### Contexte
Depuis à peu près un millénaire, plusieurs dynasties chinoises contrôlent le nord du Vietnam, jusqu'à l'indépendance de la dynastie Ngô (939–967). En 981, les armées de la jeune dynastie Song combattent et perdent contre la dynastie Lê antérieure (980-1009) du Vietnam lors de la bataille de Bạch Đằng. En 1042, 1048 et 1052, le rebelle vietnamien Nùng Trí Cao (1025–1053) tente d'établir son propre royaume. Les troubles créés aux frontières méridionales des Song provoquent une offensive contre Nùng Trí Cao dans les années 1050. Cette invasion permet aux Song de conquérir des régions frontalières habitées par des peuples thaï. Dans ces nouveaux territoires, de 1075 à 1077, de plus en plus de confrontations directes opposent les Song à la dynastie Lý(1010–1225). Aux frontières, les Song cherchent à maximiser les bénéfices économiques, alors que les Lý s'efforcent de consolider leurs fiefs limitrophes. Afin de régler ces conflits d'intérêts, un accord négocié par les deux parties fixe une ligne de démarcation, maintenue en grande partie jusqu'à nos jours.

### Hostilités frontalières
La cour Lý n'intervient pas lorsque le général Di Qing (1008-1061) écrase la rébellion frontalière de Nùng Trí Cao en 1053. Durant les deux décennies suivantes de paix relative, les Lý observent la menace de l'expansion Song. Des soldats de Di Qing (originaires du Shandong) s'installent dans des zones utilisées par les Lý pour exploiter des ressources naturelles, suivis par de plus en plus de chinois Han, venant du nord du fleuve Yangzi Jiang.
Le commissaire fiscal du Guangnan occidental, Wang Han (fl. 1043-1063), craint que le clan de Nùng Trí Cao, les Nùng Tông Đán, ne tente de piller la région après qu'ils ont traversé la frontière Song en 1057. Wang Han se rend donc en personne dans le camp de Nùng Tông Đán et engage des négociations avec le fils de Nùng Trí Cao. Il explique qu'en rejoignant l'empire Song, Nùng Tông Đán s'éloignera définitivement de la cour Lý, mais sera dépendant des Song. Au contraire, s'il choisit de ne pas rejoindre la Chine historique, ses troupes seront considérées comme une milice frontalière et n'attireront ainsi pas les foudres des Song. Wang Han envoie ensuite un rapport daté de 1060 à la cour de l'empereur Song Renzong (r. 1022-1063) défendant la politique décidée avec les Nùng. Le gouvernement Song rejette sa proposition et contraint les communautés Nùng (avec d'autres groupes ethniques) à être officiellement dépendantes de l'autorité impériale. La requête de Nùng Tông Đán pour que ses territoires soient incorporés à l'empire Song est accordée en 1062.
En 1059, six ans avant que la nouvelle politique du Premier ministre Wang Anshi (1021-1086) ne forme de nouvelles milices auto suffisantes à travers l'empire et près des frontières avec Đại Việt, le dirigeant de la dynastie Lý, Lý Thánh Tông, réorganise les unités administratives des frontières septentrionales et crée de nouvelles milices. Ceci renforce la force de son royaume, au moment du conflit avec Champa, au sud du Vietnam.
Au printemps 1060, les autochtones Giáp Đồng menés par le préfet de frontière Thàn Thiệu Thái (parent par alliance de la dynastie Lý) conduisent un raid à la frontière Song pour récupérer du bétail et de nouvelles recrues. Le dirigeant militaire Yang Baocai est pris en otage. En automne 1060, des troupes Song sont envoyées à la frontière pour secourir le général, sans succès. La cour nomme alors Yu Jing (余靖; 1000–1064) comme nouveau commissaire militaire de la région de Guangnan et le charge d'étouffer les troubles causés par Thàn Thiệu Thái. Yu Jing envoie dans le même temps un émissaire à Champa pour s'assurer de l'aide de Cham contre les ennemis des Song à Guangnan.

### Tribut et intrigue

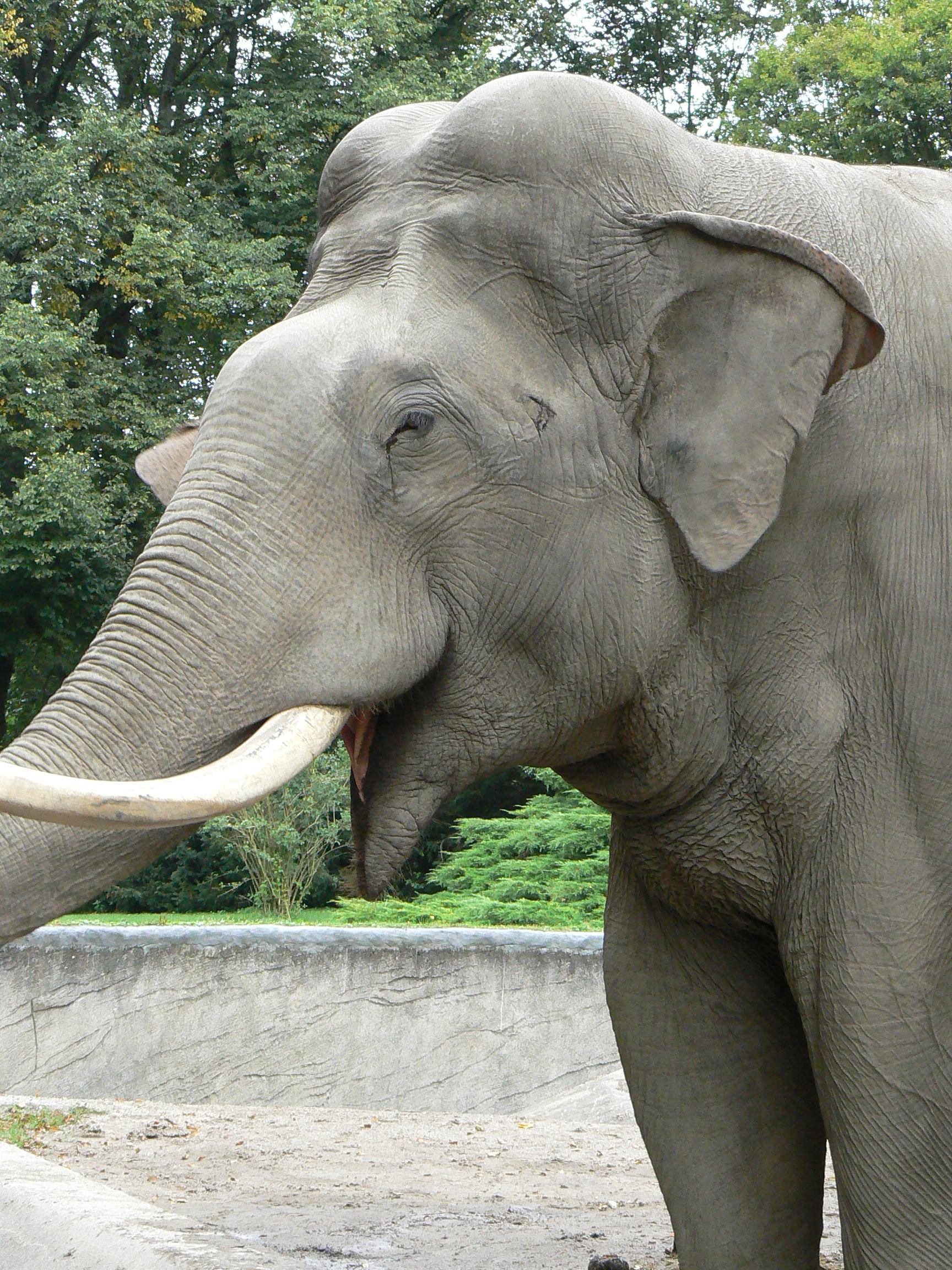
Elephas maximus ; la cour de la dynastie Lý envoie neuf éléphants comme tribut à la capitale Song de Kaifeng le 8 février 1063.

La cour Lý découvre la tentative secrète d'alliance avec Champa. Alors qu'ils envoient une délégation à Yongzhou pour remercier les Song d'avoir maté les rébellions locales et pour négocier les accords de paix, les Lý demandent à leurs agents de recueillir des renseignements sur cette présumée alliance avec Champa et sur les forces militaires Song présentes au Guangnan occidental. Deux ambassadeurs vietnamiens sont envoyés par les Lý pour offrir un tribut aux Song, à la cour de Renzong à Kaifeng. Ils arrivent le 8 février 1063 et remettent les présents, dont neuf éléphants domptés. Le 30 mars 1063, l'empereur Renzong meurt et Song Yingzong (r. 1063-1067) lui succède. Les ambassadeurs vietnamiens reviennent à Kaifeng pour féliciter Yingzong et le 7 avril 1063, le nouvel empereur Song envoie des calligraphies de son prédécesseur en cadeau au roi vietnamien Lý Thánh Tông. Le jour où l'ambassadeur Lý Kế Tiên se prépare à quitter Kaifeng pour retourner à Đại Việt, la nouvelle selon laquelle Thàn Thiệu Thái a de nouveau effectué un raid dans le territoire Song du Guangnan occidental, arrive à Kaifeng. Alors que les fonctionnaires du Guangnan occidental réclament du secours à Kaifeng, Yingzong laisse les forces locales de Guangnan gérer la situation et qualifie Thàn Thiệu Thái d'« imprudent et mauvais » afin de le séparer de la cour de Lý.
Le fonctionnaire Lu Shen, préfet à Guizhou, envoie un message à Kaifeng en 1065 qui rapporte que Nùng Tông Đán a visiblement troqué son allégeance aux Song en faveur des Lý, et s'est allié avec le chef Quảng Nguyên, Lưu Ký. Quand le « dirigeant mentalement faible et distrait » Yingzong, comme Anderson le décrit, reçoit le rapport, il se contente d'attribuer de nouveaux titres honorifiques à Nùng Tông Đán. La cour ne prend aucune autre mesure ; Nùng Tông Đán jouera ensuite un rôle clé dans la guerre entre Song et Lý des années 1075-1077. Les Song donnent également des titres officiels à d'autres dirigeants vietnamiens, malgré leur implication dans les rébellions de Nùng Trí Cao et leur promesse de loyauté à Lưu Ký, représentant tribal du roi Lý Thánh Tông.
Yingzong meurt le 8 janvier 1067 et est remplacé par l'empereur Song Shenzong (r. 1067-1085) qui, comme son père, couvre les dirigeants vietnamiens de récompenses. Il est aussi plus attentif aux délégations vietnamiennes. Lorsque les ambassadeurs vietnamiens arrivent à Kaifeng pour féliciter Shenzong de son intronisation, il fait parvenir des cadeaux somptueux à la cour Lý, dont des ceintures en or, des lingots d'argent, 300 rouleaux de soie, deux chevaux et une selle incrustée d'or et d'argent. Le 9 février 1067, il octroie au dirigeant vietnamien Lý Thánh Tông le titre officiel de « Roi des régions pacifiées du sud » (chinois : 南平王 ; pinyin : nán píng wáng, Vietnamien : Nam Bình Vương). Shenzong réagit à la défection de Nùng Tông Đán en reconnaissant son parent Nùng Trí Hội comme chef du clan Nùng en 1069, et en lui donnant un titre similaire à celui de Tông Đán, ainsi que le commandement de la préfecture de Guihua.

### Politique frontalière et guerre
La nouvelle politique de Wang Anshi, soutenue par l'empereur Shenzong, renforce l'autorité centrale sur les administrations frontalières des Song, et augmente l'activité militaire, ainsi que le nombre de troupes et de chevaux de combat en faction aux frontières (dont celles avec Đại Việt). De plus, il recherche activement des partisans loyaux dans les régions frontalières qui pourraient favoriser l'extraction des ressources locales pour les besoins de l'État. Au sein de la cour des Song, de vifs débats opposent partisans et détracteurs de la politique de Wang Anshi. Celle-ci est également critiquée au Đại Việt, où le haut gradé Lý Thường Kiệt (1019–1105) déclare publiquement que la politique de Wang a pour but l'accaparement et le contrôle des abords de leurs frontières. Les tensions entre Song et Lý atteignent un niveau critique, où le moindre signe d'hostilité peut potentiellement déclencher une guerre.

Emplacement de l'Hanoï moderne au Vietnam, où la capitale de la dynastie Lý, Thăng Long, était située et que les forces Song ont pratiquement assiégé avant que les deux parties ne conviennent d'un retrait.

En 1075, Lưu Ký, le chef Quảng Nguyên, lance une attaque surprise sur Yongzhou, repoussée par l'officier vietnamien des Song, Nùng Trí Hội, responsable de la préfecture de Guihua. Shenzong cherche alors à créer une alliance avec les « Cinq clans » du nord du Guangnan occidental en proposant l'instauration de cérémonies en leur honneur à Kaifeng tous les cinq ans plutôt qu'une unique cérémonie ponctuelle. Shenzong envoie également des fonctionnaires de la capitale pour superviser l'entraînement naval des miliciens, et ordonne, enfin, à tous les marchands de cesser de commercer avec les sujets du Đại Việt. L'hostilité croissante des Song envers la cour Lý pousse ces derniers à préparer la guerre.
À l'automne 1075, Nùng Tông Đán pénètre en territoire Song à Guangxi pendant qu'une flotte navale commandée par Lý Thường Kiệt capture les préfectures de Qinzhou et Lianzhou. Lý Thường Kiệt calme les inquiétudes de la population locale chinoise en déclarant qu'il ne fait qu'appréhender un rebelle réfugié en Chine, que les autorités Song refusent de livrer. Au début du printemps 1076, Thường Kiệt et Nùng Tông Đán infligent une défaite à la milice Song de Yongzhou et, durant la bataille de Kunlun, leurs forces décapitent le gouverneur général du Guangnon occidental, Zhang Shoujie. Après quarante-deux jours de siège, Yongzhou tombe et est entièrement rasée. Lorsque les forces Song affrontent de nouveau les Lý pour reprendre la ville, ces derniers se retirent, emportant avec eux leur butin de guerre et des milliers de prisonniers.
En 1069, Lý Thường Kiệt avait engagé une guerre avec les Cham. Par conséquent en 1076, les Song appellent l'Empire khmer et Champa à s'allier et à entrer en guerre contre les Vietnamiens. Au même moment, le commandant Song Guo Kui (1022-1088) mène les forces combinées des Song composées d'environ 100 000 hommes contre Lý. Les Song gagnent rapidement la préfecture de Quảng Nguyên et capturent en même temps le dirigeant de la résistance, Lưu Ký. En 1077, ils détruisent deux autres armées vietnamiennes et marchent vers la capitale de Thăng Long (actuelle Hanoi). Leurs forces sont stoppées un temps à la rivière Nhu Nguyệt (dans la province actuelle de Bac Ninh) par des remparts défensifs construits sur la rive méridionale par Lý Thường Kiệt. Elles franchissent toutefois cette ligne défensive et la cavalerie progresse de plusieurs kilomètres vers la capitale.
Par la suite, les Vietnamiens contre-attaquent et repoussent les forces chinoises au-delà de la rivière, tandis que leurs défenses côtières retiennent la marine Song. Lý Thường Kiệt lance également une offensive mais perd deux princes Lý dans la bataille de la rivière Kháo Túc. Alors que le climat tropical et les maladies affaiblissent grandement les forces militaires Song, la cour Lý redoute l'issue d'une guerre prolongée si proche de la capitale. Par conséquent, Thường Kiệt engage des pourparlers de paix avec les Song. Le commandant Guo Kui accepte de retirer ses troupes, mais conserve les cinq régions gagnées de Quảng Nguyên (renommée Shun'anzhou ou Thuận Châu), Tư Lang Châu, Môn Châu, Tô Mậu Châu et Quảng Lăng. Celles-ci font de nos jours partie des provinces vietnamiennes de Cao Bang et Lang Son. En 1082, après une longue période d'isolement, le roi Lý Nhân Tông de Đại Việt restitue les préfectures de Yong, Qin et Lian aux autorités Song, ainsi que les prisonniers de guerre. En retour, les Song cèdent le contrôle des quatre préfectures et du comté de Đại Việt, incluant le Quảng Nguyên, territoire du clan Nùng. Finalement, des négociations ont lieu entre le 6 juillet et le 8 août 1084 dans la garnison de Yongping dans le sud du Guangnan, au cours desquelles le directeur militaire Lý, Lê Van Thình (fl. 1075–1096), parvient à convaincre les Song de fixer les frontières des deux pays entre les préfectures de Quảng Nguyên et de Guihua.

## Partisans et factions, réformateurs et conservateurs

Portrait peint du Premier ministre Wang Anshi.

Une fois réussis les difficiles et exigeants examens impériaux, l'évolution des nouveaux fonctionnaires reste soumise aux lois de la compétition. L'avancement professionnel, les augmentations de salaire, des honneurs supplémentaires et le choix des responsabilités assignées sont des points souvent incertains, pour lesquels les nouveaux fonctionnaires ont besoin de la recommandation de leurs pairs plus expérimentés. Ainsi, une fois qu'un fonctionnaire parvient à gravir les échelons de l'administration centrale basée dans la capitale, il est souvent en compétition avec d'autres fonctionnaires sous la protection de l'empereur. Les fonctionnaires avec des opinions différentes sur la gestion des affaires administratives cherchent souvent des soutiens d'autres fonctionnaires, ce qui conduit à l'apparition de pactes politiques à la cour ayant pour objectif d'influencer l'empereur contre la faction adverse.
Les querelles entre factions au sein de la cour deviennent apparentes dans les années 1040, lors d'une nouvelle réforme d'État initiée par Fan Zhongyan (989–1052). Ce dernier est un ancien meneur militaire compétent (qui compte des batailles gagnées contre les Tangoutes de la dynastie des Xia occidentaux). Mais en tant que ministre d'État, il est connu pour être un idéaliste, ayant déclaré qu'un fonctionnaire bien pensant doit être celui qui « se soucie d'abord des troubles dans le monde et ensuite de ses propres plaisirs ». Quand Fan accède au poste de Premier ministre, il rencontre une opposition grandissante parmi les fonctionnaires plus âgés et plus conservateurs. Ces derniers n'apprécient pas ses initiatives sur les réformes du système de recrutement, incluant une meilleure paie pour les fonctionnaires locaux afin de limiter la corruption, un programme de parrainage plus large pour assurer que la sélection des fonctionnaires privilégie leur intelligence et leur personnalité. Toutefois, ses réformes Qingli sont annulées en une année après le remplacement de Fan au poste de Premier ministre. En effet, plusieurs fonctionnaires expérimentés à mi-chemin dans leur carrière ne sont pas désireux d'engager des changements qui pourraient affecter leur position confortable.

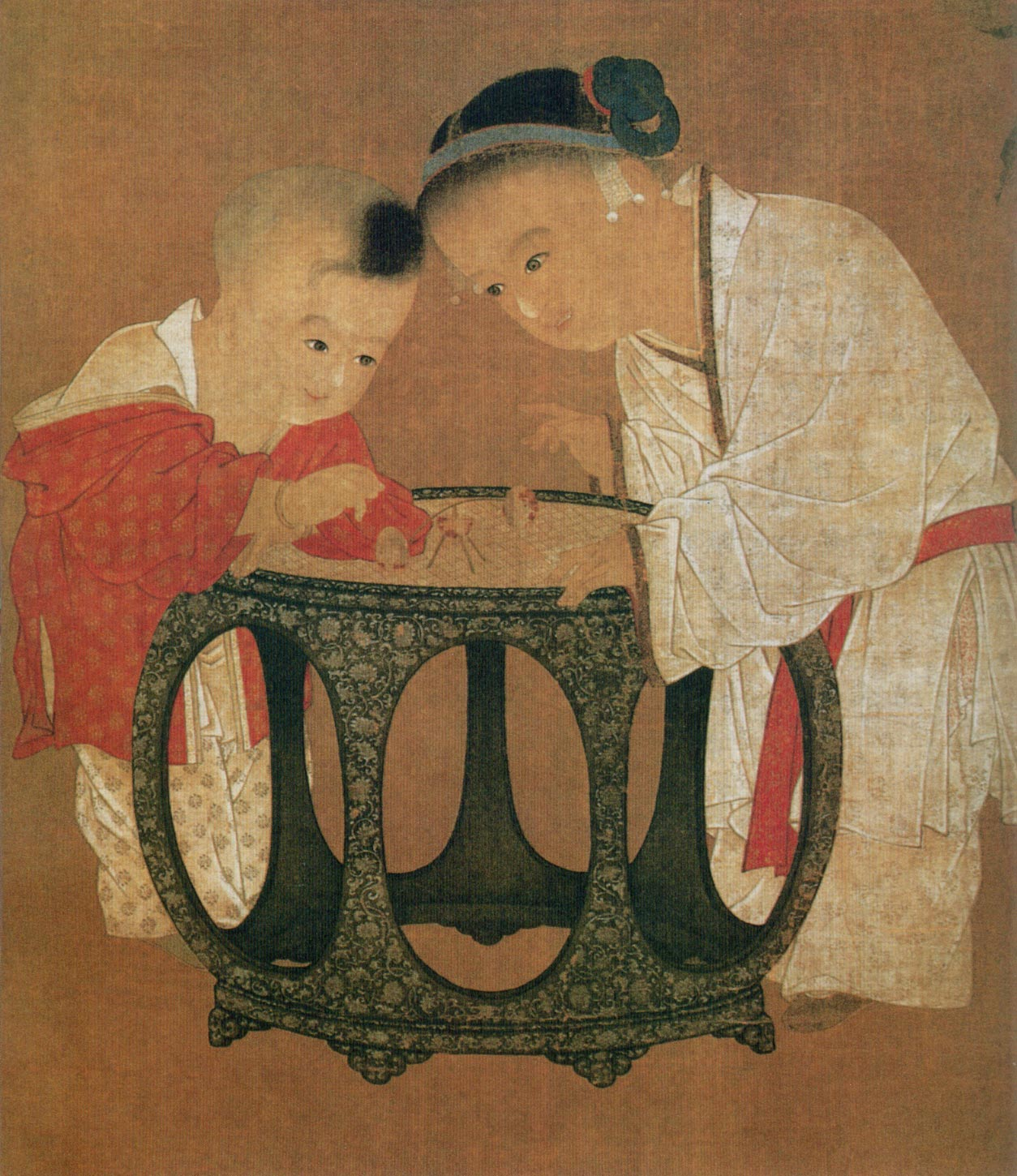
Enfants jouant dans une cour en automne (秋庭婴戏图), détail d'une grande peinture verticale sur soie par Su Hanchen (苏汉臣, actif dans les années 1130-1160).

En 1070, Wang Anshi (1021-1086) succède à Fan Zhongyan. Le nouvel empereur de dix-neuf ans, Song Shenzong (r. 1067-1086), apprécie instantanément Wang Anshi lorsque celui-ci lui soumet un long mémoire qui critique les pratiques des écoles d'État et le système des examens impériaux lui-même. Avec Wang comme nouveau Premier ministre, il met rapidement en œuvre la nouvelle politique de Wang, provoquant quelques vives réactions de la part des conservateurs. S'appuyant sur le système Baojia, basé sur les communautés, pour l'application de la loi, la nouvelle politique inclut les mesures suivantes :
- des emprunts à taux réduits pour les paysans et le remplacement du service de travail forcé par une taxe. Par cette réforme, Wang espère que ce dispositif aidera en fin de compte toute l'économie et l'État, car il part du principe que les revenus de l'État sont directement liés au niveau de prospérité des paysans qui possèdent des fermes rurales, produisent des biens pour le marché et paient l'impôt foncier[60]. Ces prêts gouvernementaux remplacent le système où les propriétaires terriens offraient à leur locataire des emprunts privés. Cette pratique devient totalement prohibée par les nouvelles lois des réformes de Wang[61] ;
- le monopole du gouvernement sur le thé, le sel et le vin permet d'augmenter les revenus de l'État (tout en affaiblissant la classe des marchands)[60] ;
- l'instauration d'un système plus adéquat d'évaluation des terrains afin d'imposer correctement l'impôt foncier[60] ;
- l'introduction de milices locales afin de diminuer le budget destiné à la maintenance de l'armée permanente, qui a augmenté de façon spectaculaire pour atteindre presque un million de soldats en 1022[60] ;
- la création d'un nouveau bureau de gouvernement en 1073 appelé « Conseil d'administration des armes », qui supervise la fabrication de l'armement et en assure le contrôle qualité[62] ;
- l'introduction d'une « Commission de planification des finances », créée pour accélérer le processus de réforme afin que les opposants conservateurs aient moins de temps pour s'y opposer[60] ;
- la présence de la poésie dans les examens impériaux, introduite durant la dynastie Tang, est abandonnée afin de rechercher des hommes ayant plus d'expériences et de connaissances pratiques[60].

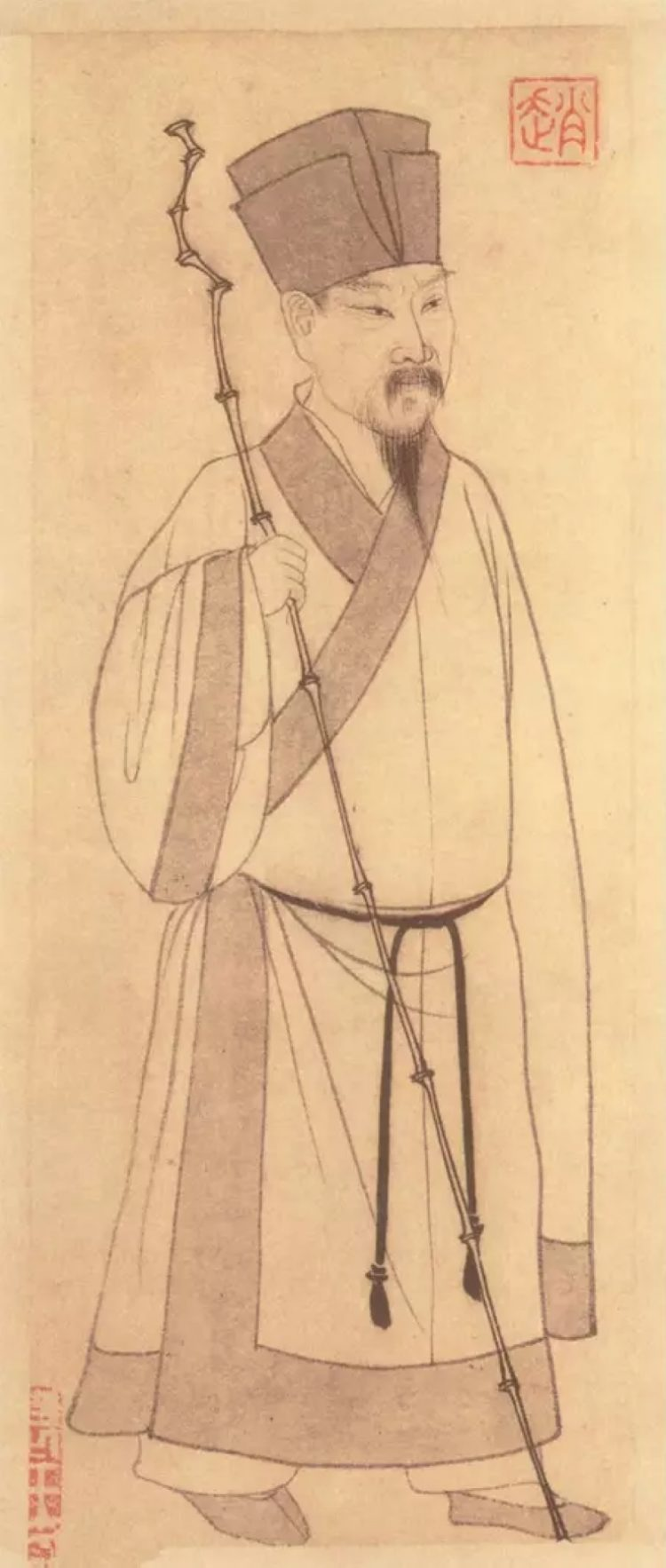
Portrait de la dynastie Yuan de Su Shi (1037–1101).

En outre, Wang Anshi impose sa propre interprétation des classiques confucianistes comme standard et prérequis aux examens impériaux. Ceci, ajouté aux autres réformes de Wang, pousse certains fonctionnaires à réagir, car de nombreux désaccords administratifs et d’intérêts personnels sont en jeu. En tout cas, la faction conservative grandissante opposée au réformateur Wang Anshi le décrit comme une personne intellectuellement inférieure qui n'est pas à la hauteur de leurs principes de gouvernance (les réformateurs décrivent également les opposants conservateurs de la même manière). Ils critiquent les réformes de Wang en prétextant qu'elles sont un moyen de résorber l'influence des familles de propriétaires terriens en diminuant leur richesse privée au profit de groupes communautaires auto-suffisants. Les conservateurs affirment que la richesse de la classe des propriétaires terriens ne peut pas être menacée par l'État, puisque cette classe constitue le groupe socio-économique essentiel à la société, fournissant les fonctionnaires érudits, les dirigeants, les marchands et les propriétaires terriens de la Chine.
Se rappelant son prédécesseur Fan Zhongyan, Wang ne permet pas aux ministres qui s'opposent à ses réformes d'avoir la moindre influence à la cour et sa vaillance (parfois perçue comme de l'arrogance) lui vaudra le surnom de Premier ministre têtu. Pour cela, il rassemble les ministres loyaux et favorables à ses réformes et à sa cause dans une coalition d'élite connue sous le nom de Groupe de la nouvelle politique (新法, Xin Fa). Il possède de nombreux partisans compétents et puissants, comme le scientifique et homme politique Shen Kuo. Quant aux ministres d'État considérés comme des obstacles à l'instauration des réformes de Wang, certains sont maintenus en poste pour exercer un retour critique auprès de l'empereur, mais la plupart sont mutés hors de la capitale. Parfois même, les fonctionnaires « obstructionnistes » sont envoyés loin au sud du pays pour administrer des régions tropicales, sachant que les Chinois du nord sont plus facilement sujets à la malaria dans ces régions reculées du sud. Même le célèbre poète et fonctionnaire Su Shi est persécuté en 1079 lorsqu'il est arrêté et interrogé pendant cinq semaines. Finalement, il confesse avoir calomnié l'empereur dans ses poèmes. Dans l'un d'eux, on peut y lire :
|        | Un vieil homme de soixante-dix ans, faucille à sa ceinture, Se sent coupable. La montagne de bambous Et les fougères sont douces. Ce n'est pas que la musique de Shao lui a fait perdre son sens du goût. C'est juste qu'il a mangé depuis trois mois sans sel. |
| Su Shi | |

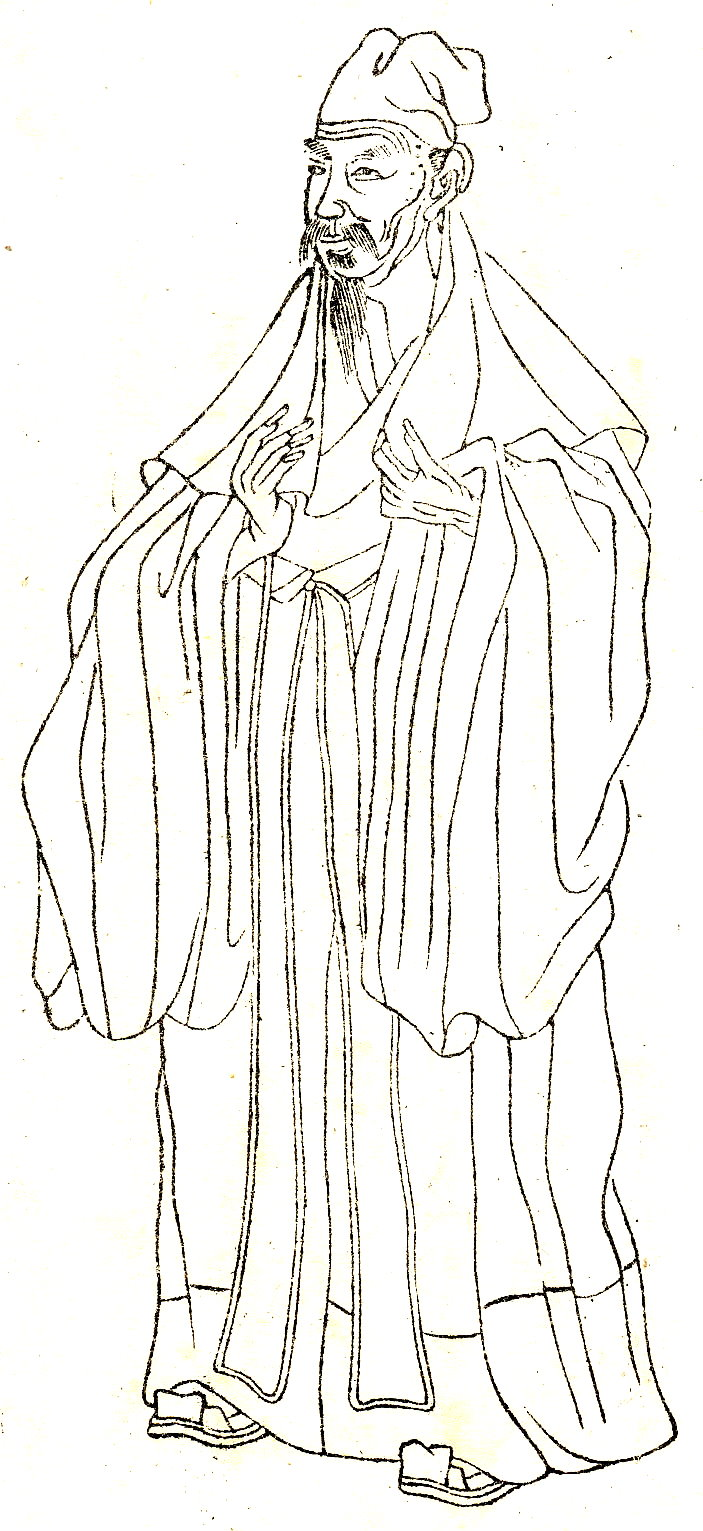
Dessin de Sima Guang.

Ce poème peut être interprété comme une critique de l'échec du monopole du sel, mis en place par Wang Anshi, incarné par un vieil homme travaillant dur et qui n'est plus en mesure d'apprécier le goût de sa nourriture. En effet, le rare sel disponible est fortement taxé et devient trop cher pour certaines catégories de la population. Après sa confession, Su Shi est jugé coupable par la cour et est sommairement exilé dans la province du Hubei. Plus de trente de ses associés sont également condamnés à des sanctions mineures, pour ne pas avoir rapporté les poèmes calomnieux aux autorités avant qu'ils ne circulent largement au sein du public éduqué.
En 1085, l'empereur Shenzong meurt brutalement, alors qu'il est âgé d'une trentaine d'années. Son successeur, l'empereur Song Zhezong est quant à lui âgé de seulement dix ans lorsqu'il accède au trône. Sa puissante grand-mère assure donc la gérance pour lui. Elle n'apprécie guère les réformes de Wang et cherche à nommer à la cour plus de fonctionnaires conservateurs en mesure de s'opposer aux réformistes. Son plus grand allié politique est Sima Guang (1019-1086), nommé à son tour Premier ministre. Défaisant ce que Wang a mis en place, Sima révoque la nouvelle politique, et inflige aux réformistes les mêmes châtiments que ceux subis par les conservateurs du temps de Wang : affectation à la gouvernance de postes frontières de faible importance, et parfois même, exil. Toutefois, une opposition à Sima Guang subsiste, car beaucoup ont été favorisés par la nouvelle politique, avec par exemple la substitution du service de travail forcé par une taxe versée à l'État. Ainsi, quand la grand-mère de Zhezong meurt en 1093, Zhezong apporte rapidement son soutien aux réformistes comme l'avait fait son prédécesseur. Les conservateurs sont une fois de plus exclus de la sphère d'influence de la cour. Lorsque Zhezong, âgé d’une vingtaine d’années, meurt subitement, son jeune frère, l'empereur Song Huizong (r. 1100-1125), lui succède et soutient également les réformistes à la cour. Il bannit les écrits de Sima Guang et renvoie ses laquais, tout en élevant Wang Anshi au statut de quasi vénéré. L'empereur fait même ériger une statue de lui dans un temple confucianiste aux côtés de Mencius. Pour diffuser l'image de Wang comme un grand et honorable homme politique, des images imprimées et peintes circulent dans tout le pays. Pourtant, le cycle de vengeance et de factions partisanes continue après Zhezong et Huizong, puisque les réformistes et les conservateurs continuent leurs luttes intestines. Ainsi, le successeur de Huizong, l'empereur Song Gaozong, abolit une fois de plus la nouvelle politique, et favorise la faction conservatrice à la cour.

## Des Song du Nord (960-1126) aux Song du Sud (1127-1279)

### Incident de Jingkang

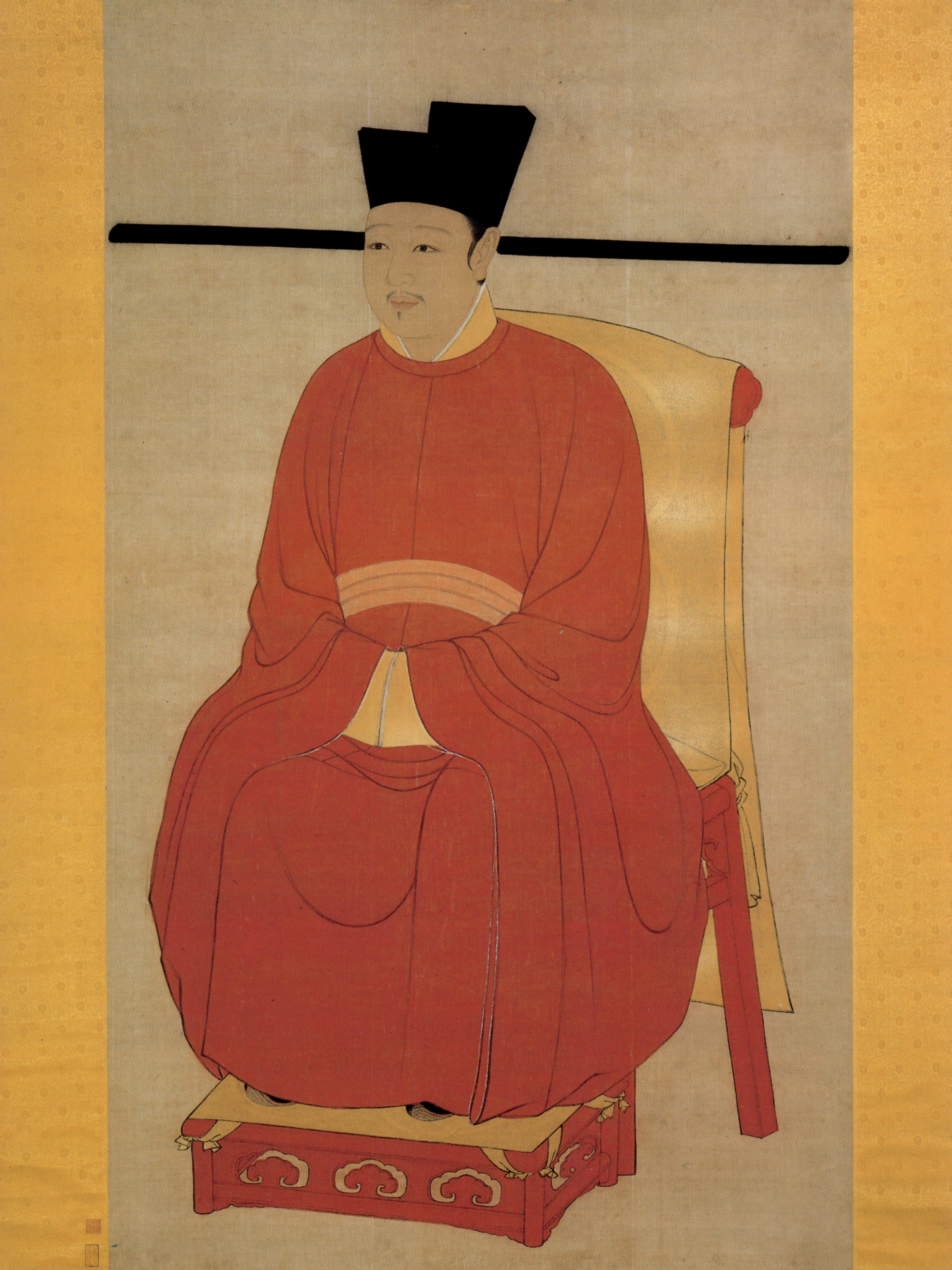
Portrait official de la cour de l'empereur Song Huizong.

Avant l'ascension des Jurchens de la dynastie Jin (1115-1234), la dynastie Song était depuis plusieurs siècles au statu quo avec les Xia occidentaux et les Khitans de la dynastie Liao. Cet équilibre est rompu quand la dynastie Song conclut une alliance militaire avec les Jurchens dans le but d'éliminer la dynastie Liao. Mais une fois les Liao renversés, les Jurchens se retournent contre les Song, menant ainsi à la chute des Song du Nord et à la création subséquente des Song du Sud.
Au cours du règne de Huizong, la tribu Jurchen dans le nord (autrefois subordonnée aux Liao) se révolte une nouvelle fois contre ses maîtres Khitans. La communauté Jurchen est déjà reconnue pour sa grande influence économique sur leur région et celle des rivières Sungari. Ils vivent en effet dans un environnement idéal pour l'élevage de chevaux et sont réputés pour rassembler dix mille chevaux par an pour les vendre aux Khitans de la dynastie Liao. Leur histoire militaire comporte également une page de piraterie, avec en 1019 l'invasion Toi des îles japonaises Heian, dans les actuelles provinces d'Iki et de Tsushima et la baie de Hakata. En 1115, l'éminent dirigeant du clan Jurchen de Wanyan, Wanyan Aguda (1068-1123), défie l'autorité Liao en établissant sa propre dynastie Jin (ou Dynastie dorée). Le Conseiller d'État Tong Guan (1054-1126) suggère alors à l'empereur une alliance militaire avec les Jurchens contre les Liao. Les deux nations forment alors secrètement l'Alliance de la mer, ainsi nommée parce qu’elle fut négociée par des ambassadeurs envoyés aux frontières par-delà Mer de Bohai. Cet accord entre les Jurchens et les Song prévoit d'envahir conjointement les Liao, et, en cas de succès, de diviser le territoire des Liao, en cédant les Seize préfectures aux Song.
En 1121-1123, les Song peinent face aux Liao, mais les Jin parviennent à les faire fuir vers l’Asie centrale. En 1125, la dynastie Liao cède face aux forces combinées des Jin et des Song. Toutefois, les Jurchens remarquent la faiblesse de l'armée Song basée dans le nord (puisque les Chinois ont longtemps préféré payer un tribut aux Liao plutôt que les affronter). De plus, les forces Song ne parviennent pas à mener une attaque conjointe avec les Jurchens, ce qui fait penser à ces derniers que les généraux Song sont incompétents. Estimant que les Song sont suffisamment faibles pour être détruits, les Jurchens mènent dans le nord une attaque soudaine et délibérée contre la dynastie Song. Très vite, même la capitale Kaifeng est assiégée par les forces Jin, qui n'arrivent toutefois pas à trouver la brèche dans les défenses de la ville. Les Chinois Song utilisent également des machines de guerre innovantes pour la défense de Kaifeng en 1126 ; il est rapporté que 500 catapultes projetant des débris sont utilisées dans ce but. Pendant le siège de Taiyuan, les Jin utilisent quant à eux 30 catapultes et près de 55 chariots protégés par des peaux et des plaques de fer, pour permettre à leurs troupes de s'approcher sans danger des murs afin de combler les douves défensives de la ville assiégée. Le général eunuque Tong Guan qui avait préconisé une alliance avec les Jurchens, est accusé d'être à l'origine de la guerre. Il est finalement exécuté par l'empereur Song Qinzong (r. 1126-1127) après l'abdication de Huizong.

Territoire des Song du Sud en 1142 (en rouge sur la carte).

Cependant, les Jin reprennent le siège de Kaifeng plus tard en apportant suffisamment de machines de siège pour forcer les épais murs défendus par 48 000 soldats Song. Les Jin utilisent pour cela des tours de siège plus hautes que les murs de Kaifeng afin de lancer des bombes incendiaires dans la ville. La cité assiégée tombe dans les mains des Jurchens en moins de deux mois. 3 000 membres de la cour de l'empereur sont capturés, dont Huizong et la plupart de ses parents, artisans, ingénieurs, orfèvres, forgerons, tisserands, couturiers, moines taoïstes et femmes de joie entre autres,. La tour horloge mécanique conçue par Su Song et érigée en 1094 est également démontée et ses composants sont emmenés au nord, avec de nombreux mécaniciens horlogers et ingénieurs de maintenance. Ceci marqua un recul dans les avancées technologiques de la dynastie Song. Selon le contemporain Xia Shozeng, le butin de guerre comprend également 20 000 flèches enflammées qui sont remises aux Jurchens lors de la prise de la ville.
Après la capture de Kaifeng, les Jurchens s'attaquent à la conquête du reste de la Chine du Nord, pendant que la cour des Song fuit vers le sud. La cour s'installe temporairement dans la ville de Nankin, où un prince survivant est nommé empereur Song Gaozong en 1127. La progression des forces Jin s'arrête au fleuve Yangzi Jiang, mais ils lancent continuellement des raids au sud du fleuve jusqu'à ce que la frontière soit fixée sur la rivière Huai He plus au nord. À partir de ce moment, le gouvernement Song encourage une politique d'immigration pour repeupler les terres désertes au nord du fleuve Yangzi avec les paysans sans terres des provinces méridionales du Jiangsu, Zhejiang, Jiangxi et Fujian.

### Nouvelle capitale et traité de paix
En 1129, l'empereur Gaozong désigne le site de Hangzhou (plus tard connu sous le nom de Li'an) comme lieu de résidence temporaire de la cour, avant de le proclamer en 1132 comme nouvelle capitale définitive des Song. Hangzhou et Nankin ont été dévastées lors des raids de la dynastie Jin ; les deux villes sont fortement repeuplées par des réfugiés du nord dont le nombre surpasse rapidement celui de la population autochtone. Hangzhou est choisi non seulement pour la beauté de ses paysages naturels, mais également pour la topographie environnante composée de lacs et de rizières marécageuses, qui donne à l'emplacement un potentiel défensif contre les armées du nord, composées principalement de cavalerie. Hangzhou est pourtant toujours considérée par la cour comme une capitale temporaire, les empereurs Song envisageant de reprendre Kaifeng. Toutefois, la croissance rapide de la ville entre les XIIe et XIIIe siècles nécessite des adaptations à plus long terme pour les résidences. Ainsi, en 1133, la modeste résidence de la famille impériale est améliorée pour apporter au simple pavillon provincial des allées de promenades couvertes plus commodes pour éviter la pluie. En 1148, les murs d'enceinte du petit palais sont agrandis au sud-ouest.

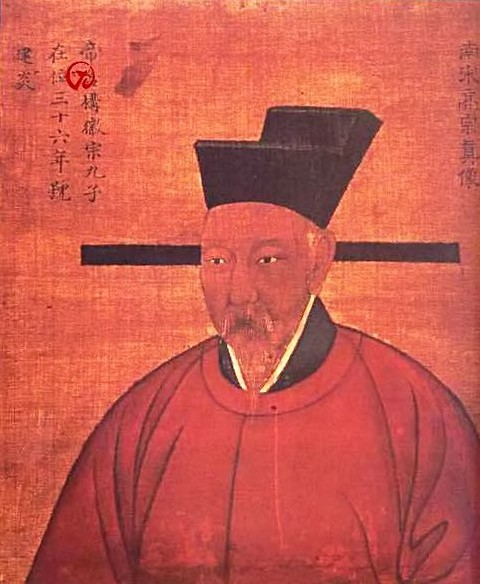
Empereur Song Gaozong (r. 1127–1162).

La nouvelle configuration triangulaire entre les Song du Sud, les Jin et les Xia occidentaux prolonge la période de division et de conflits en Chine. La région du Huainan (entre les fleuves Yangzi Jiang et Huai He) devient la nouvelle zone frontalière et le théâtre de combats entre Song et Jin entre 1128 et 1141, contraignant ainsi des milliers de familles vivant dans la région depuis des générations à fuir. Les Song déploient plusieurs commandants militaires, dont Yue Fei et Han Shizhong, pour résister face aux Jin, mais aussi pour reconquérir des territoires, avec quelques succès. Yue Fei en particulier se prépare à reprendre Kaifeng (ou Bianjing comme la ville est nommée sous la période Song), l'ancienne capitale de la dynastie Song et l'actuelle capitale méridionale de la dynastie Jin, encouragé par une série de victoires militaires ininterrompue.
Toutefois, la possibilité d'une défaite des Jurchens menace le pouvoir du nouvel empereur des Song du Sud, Song Gaozong et de son Premier ministre Qin Hui. En effet, l'empereur Song Qinzong, le dernier empereur de la dynastie des Song du Nord vit toujours en exil imposé par les Jin, en Mandchourie et a de bonnes chances de remonter sur le trône en cas de chute de la dynastie Jin. Alors même que Yue Fei pénètre sur le territoire ennemi et atteint Luoyang, il reçoit l'ordre de revenir à la capitale et de stopper sa campagne. L'empereur Gaozong signe ensuite le Traité de Shaoxing en 1141, qui fixe la frontière sur le fleuve Huai He, réincorporant les territoires gagnés par Yue Fei, alors que ce dernier est assassiné durant son emprisonnement. Le traité prévoit également un tribut payé par les Song à la dynastie Jin. Avec le Traité de Shaoxing, les hostilités cessent entre les dynasties Jin et Song pour les deux décennies suivantes. L'empereur Gaozong négocie également avec les Jin à propos de la rançon concernant sa mère, retenue captive. C'est à cette époque qu'un projet symbolique artistique la concernant est commandé par l'empereur, les Dix-huit chansons à la flûte nomade, basé initialement sur la vie de Cai Wenji. La mère de Gaozong est finalement relâchée et envoyée dans le sud, mais Qinzong quant à lui ne sera jamais libéré.
Des décennies après la mort de Yue, l'empereur Song Xiaozong honore ce dernier comme héros national en 1162. Il lui consacre une inhumation officielle et un temple de pèlerinage. Pour déshonorer les responsables de sa mort (Qin Hui et sa femme), des statues en fer les représentent, agenouillés, devant la tombe de Yue Fei, située près du lac de l'ouest à Hangzhou.

## Première marine permanente chinoise

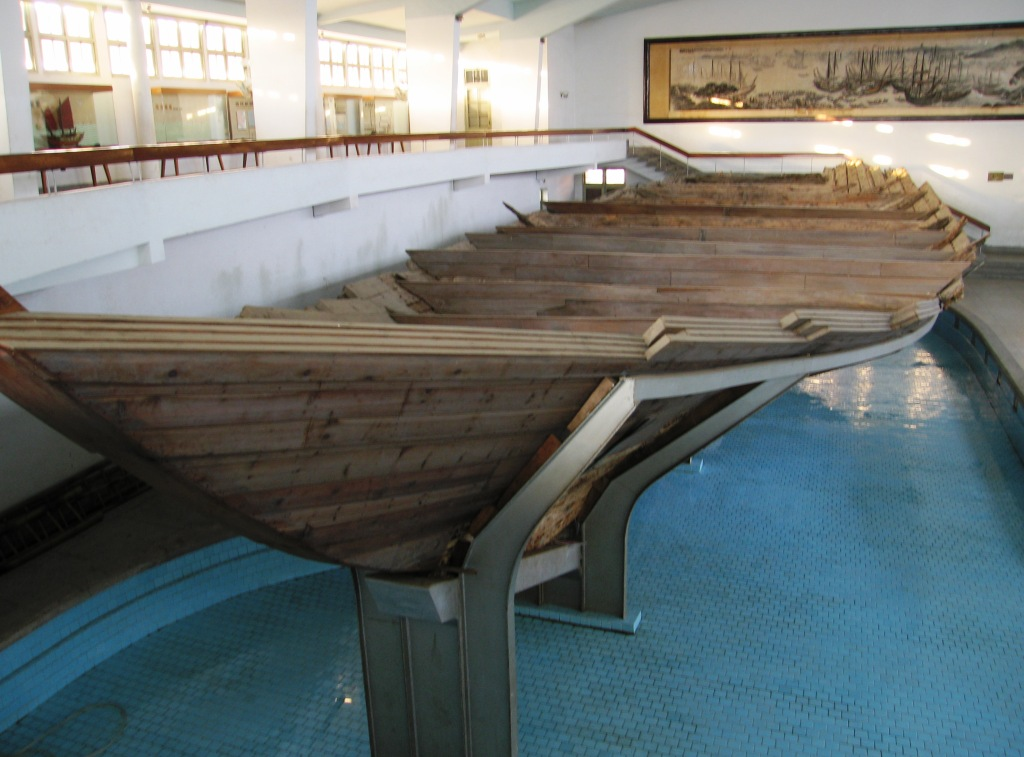
Navire de la période Song, XIIIe siècle.

Avec le déclin du pouvoir maritime autrefois florissant de la dynastie Chola dans l'océan Indien, la marine chinoise prend son essor en Asie du Sud-Est et dans l'océan Indien. Déjà en 1025, sous le règne de Rajendra Chola I, alors que la ville de Sriwijaya est conquise par la force navale de Chola, le roi de Sriwijaya parvient tout de même à envoyer son tribut à la dynastie des Song du Nord en 1028. Bien plus tard, en 1077, le dirigeant indien Chola Kulothunga Chola I (dont le nom chinois est Ti-hua-kia-lo) envoie un ambassadeur commercial à la cour de l'empereur Song Shenzong et engrange des profits lucratifs en vendant des marchandises à la Chine. Du monde entier, des tributs parviennent aux Song. Par exemple, le capitaine égyptien Domiyat, pendant la période des Fatimides, voyage jusqu'à un temple bouddhiste, lieu de pèlerinage, dans le Shandong en 1008, où il se présente à l'empereur chinois Song Zhenzong avec des cadeaux de son imam dirigeant, Al-Hakim bi-Amr Allah. Les relations diplomatiques entre l'Égypte et la Chine, interrompues après la chute de la dynastie Tang en 907, sont ainsi rétablies.
Déjà durant la dynastie des Song du Nord, Quanzhou est un port animé et visité par pléthore d'étrangers d'horizons différents, dont des Arabes musulmans, des Perses, des Égyptiens, des Indiens hindous, des Juifs du Moyen-Orient, des chrétiens nestoriens du Proche-Orient, etc. Les musulmans étrangers dominent l'industrie d'import-export en Chine. En 1087, afin de réguler ce centre commercial énorme, le gouvernement des Song du Nord établit un bureau à Quanzhou dans le seul but de traiter les affaires maritimes et les transactions commerciales. Dans cet environnement multiculturel, de nombreuses opportunités se présentent pour les sujets d'origines étrangères, comme le musulman (arabe ou perse) Pu Shougeng, qui devient Commissaire du transport commercial pour Quanzhou entre 1250 et 1275. Pu Shougeng gagne cette position réputée en aidant les Chinois à éliminer les pirates qui sévissent dans la région. Il est à ce titre couvert de cadeaux somptueux par les marchands et fonctionnaires chinois. Quanzhou rivalise bientôt avec Guangzhou (le plus grand port maritime à l'époque de la dynastie Tang) comme centre de commerce majeur. Toutefois, Guangzhou ne perd pas complètement son importance. Le capitaine arabe Abu Himyarite du Yémen, passionné par la Chine, visite la ville en 993. Il existe également d'autres ports maritimes internationaux importants en Chine durant la dynastie Song, dont celui de Xiamen (ou Amoy).

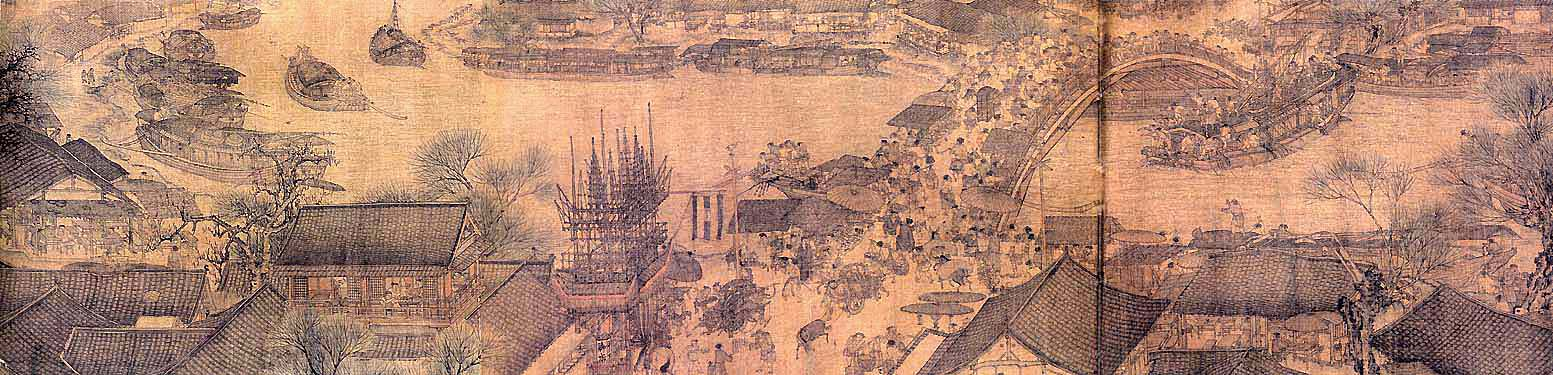
Une petite partie de la vaste peinture Le Jour de Qingming au bord de la rivière, peinte par Zhang Zeduan (1085–1145).

Lorsque la capitale Song est déplacée vers le sud, à Hangzhou, un grand nombre de personnes y migrent depuis les régions du nord de la Chine. Contrairement aux plaines plates du nord, le terrain montagneux criblé de lacs et de rivières du sud de la Chine est inhospitalier et inadapté à une agriculture étendue. Par conséquent, fait original par rapport aux précédentes dynasties, les Song du Sud se focalisent sur le commerce maritime, afin de sécuriser l'importation de ressources étrangères. La construction navale devient une activité intense des villes commerciales situées le long des côtes ou des rivières ; soutenues par le gouvernement, ces villes financent l'amélioration des ports, la construction d'entrepôts et de phares. La navigation en mer est facilitée par l'invention de la boussole et le traité de Shen Kuo du XIe siècle sur le concept de vrai Nord, avec une déclinaison magnétique au niveau du pôle Nord.
Dans une optique de défense militaire et de politique économique, la dynastie des Song du Sud met en place la première marine permanente de Chine. L'histoire navale chinoise a commencé bien avant, avec par exemple la bataille de la Falaise rouge en 208. À l'époque des Song du Nord également ; le fonctionnaire chinois Huang Huaixin, par exemple, sous le règne de Xining (1068-1077), expose un plan utilisant des cales sèches pour réparer les bateaux-dragons impériaux. Déjà à cette époque, les Chinois établissent des bases fortifiées de commerce dans les Philippines, afin d'étendre leur pouvoir militaire et l'influence économique de la Chine à l'étranger. Les armées provinciales des Song du Nord sont également pourvues d'unités navales fluviales. Toutefois, la cour des Song du Sud est la première à créer une importante et permanente institution de marine pour la Chine en 1132,. Le nouveau quartier général de l'amirauté des Song du Sud est basé à Dinghai. Le bureau prend le nom de Yanhai Zhizhi Shisi (Commissariat impérial pour le contrôle et l'organisation des zones côtières),. En 1129, des fonctionnaires proposent des plans ambitieux pour conquérir la Corée avec cette nouvelle force marine, afin d'utiliser la Corée comme base avancée pour lancer l'invasion des territoires Jin. Mais ce programme n'est jamais exécuté et est considéré de moindre importance par rapport au maintien de la défense aux frontières avec les Jin.

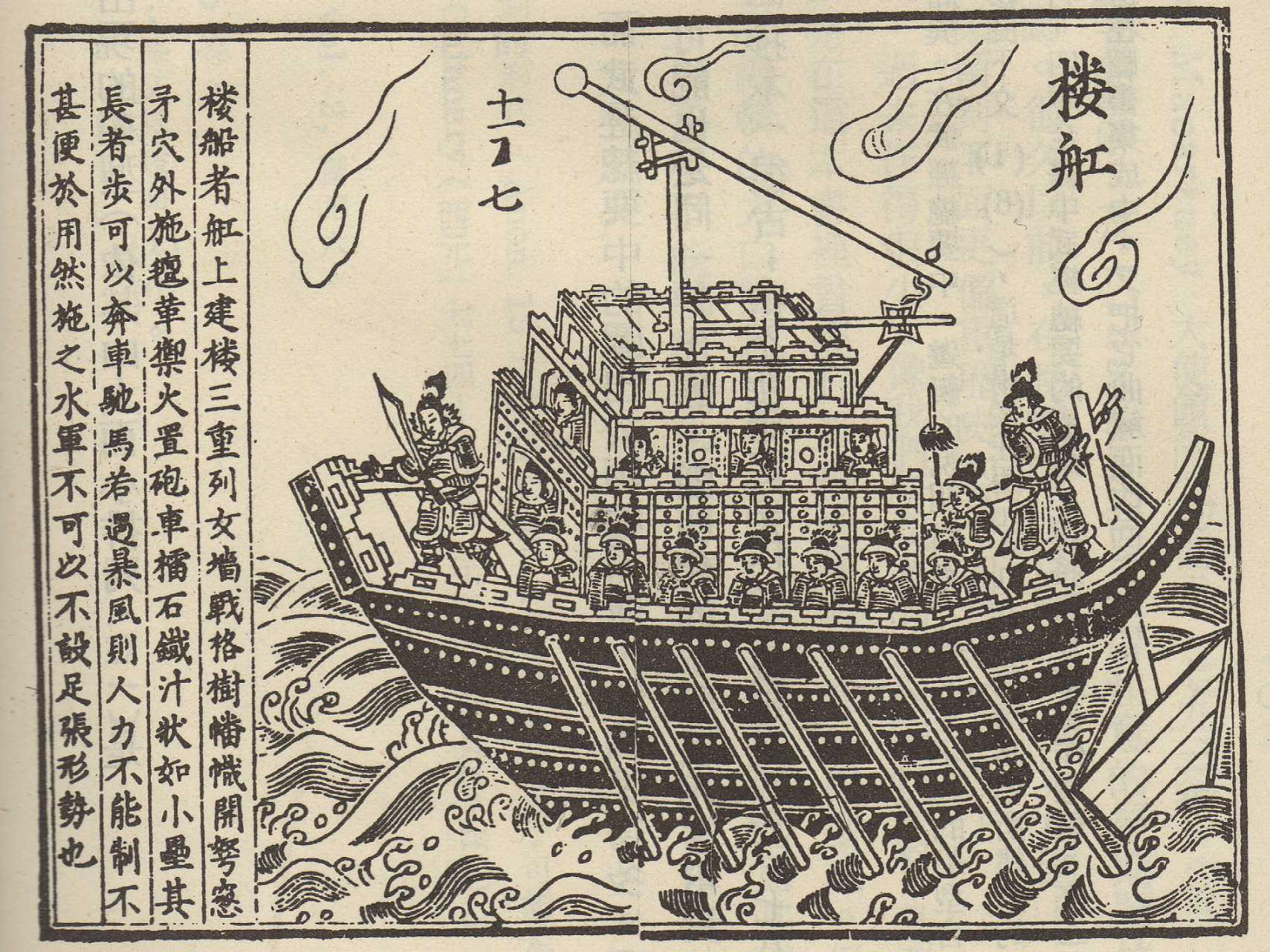
Illustration tirée du Wujing Zongyao, manuscrit de 1044 montrant un navire fluvial avec un trébuchet monté sur son pont supérieur.

Capturant l'essence du jour, l'écrivain Zhang Yi écrit en 1131 que la Chine devrait voir la mer et la rivière comme sa Grande Muraille et remplacer les navires de guerre par des tours de guet. En fait, l'administration de la cour à Hangzhou ne change pas sa position et réussit un temps à défendre ses intérêts en utilisant la marine contre les assauts fréquents des voisins hostiles. Dans sa série d'essais intitulés Science and Civilization in China, Joseph Needham écrit :
« D'un total de 11 escadrons et 3 000 hommes [la marine Song] a grossi en un siècle pour atteindre 20 escadrons et 52 000 hommes, avec sa base principale située près de Shanghai. La force d'attaque régulière pouvait être supportée au besoin par d'importants commerçants ; donc la campagne de 1161 avec 340 navires de la sorte a participé à la bataille sur le Yangzi. L'époque a été une continuelle innovation ; en 1129 des trébuchets lançant des bombes constituent l'équipement standard de tous les navires de guerre, entre 1132 et 1183 un grand nombre de navires à roues à aubes, grands et petits, sont construits, (...) et en 1203 certains d'entre eux sont renforcés avec des plaques de fer (dont la conception est l'œuvre d'un autre remarquable constructeur naval, Chhin Shih-Fu)... En somme, la marine des Song du Sud a tenu en respect les [Jurchens Jin] et les Mongols pendant près de deux siècles, gagnant le contrôle complet de la mer de Chine orientale. »
Au cours du règne de l'empereur Song Xiaozong, les Chinois effectuent de plus en plus de missions commerciales vers les ports de l'océan Indien, où les Arabes et les Hindous ont une influence importante. Parallèlement, les Chinois naviguent régulièrement vers la Corée et le Japon dans l'Extrême-Orient, en Inde et au Sri Lanka vers l'ouest, ainsi que dans le golfe Persique et la mer Rouge. Les marchands chinois sont intéressés par l'import de marchandises telles que les bois rares, les métaux précieux, les pierres précieuses, les épices et l'ivoire, alors qu'ils exportent des marchandises telles que la soie, des céramiques, des objets laqués, des pièces de cuivre, des teintures et même des livres. En 1178, l'officier des douanes de Guangzhou, Zhou Qufei, décrit une île située loin à l'ouest dans l'océan Indien (peut-être Madagascar) où les habitants avec une peau « aussi noire que la laque » et les cheveux crépus sont capturés et vendus comme esclaves par les marchands arabes.
En tant qu'actrice importante du commerce maritime international, la Chine apparaît aussi sur les cartes géographiques du monde islamique. En 1154, le géographe marocain Al-Idrisi publie sa Géographie, où il décrit les vaisseaux chinois. Selon lui, les navires chinois transportent à leur bord des marchandises telles que du fer, des épées, du cuir, de la soie et du velours, jusqu'à Aden (l'actuel Yémen), mais remontent également les fleuves Indus et Euphrate (actuel Irak). Il décrit également la soie fabriquée à Quanzhou, comme étant d’une qualité sans égal dans le monde, alors que la capitale chinoise à Hangzhou est plus connue dans le monde islamique pour être un important fabricant d'objets en verre. À la fin du XIIIe siècle, les Chinois connaissent même l'histoire du phare d'Alexandrie puisqu'elle est rapportée par Zhao Rugua, un inspecteur des douanes à Quanzhou.

## Défaite de l'invasion Jin et montée en puissance de l'Empire mongol

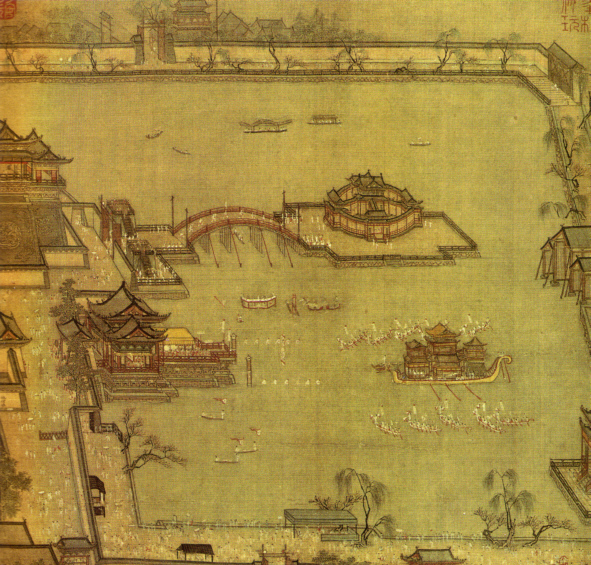
Jeux sur l'étang de Jinming, par Zhang Zerui, peinture représentant les jardins impériaux de Kaifeng, dynastie des Song du Nord.

En 1153, l'empereur Jin Hailingwang, né Wányán Liàng (完顏亮), déplace la capitale de Huining Fu en Mandchourie du Nord (dans le sud de l'actuelle province de Harbin) vers Zhongdu (actuelle Pékin). Quatre ans plus tard, en 1157, il rase Pékin, y compris les résidences des nobles, et déplace à nouveau la capitale méridionale de Pékin vers Kaifeng. Mais l'ancienne capitale des Song est dévastée à la suite du siège de la ville en 1127. L'empereur entame donc un important travail de reconstruction pour réhabiliter la cité,. Pendant son règne, Jin et Song vivent en paix, conséquence logique des échanges commerciaux mutuels entre les deux empires. Tout en amassant le tribut de la dynastie Song, la dynastie Jin importe également des quantités importantes de thé, riz, sucre et livres des Song du Sud. Toutefois, Hailingwang relance le conflit armé avec les Song dans les années 1160.
L'empereur Wanyan Liang prépare une campagne militaire contre les Song du Sud en 1161, en constituant une armée de 70 000 soldats et 600 navires de guerre, destinée à faire face à la petite armée des Song constituée de seulement 120 navires et 3 000 hommes. Lors des batailles de Tangdao et Caishi sur le fleuve Yangzi Jiang, les forces Jin sont battues par la marine des Song du Sud. Au cours de ces affrontements, la marine Jin est décimée par la flotte Song. Plus petite mais plus rapide, celle-ci est formée de navires à roues à aubes et armée de bombes contenant de la poudre à canon lancées depuis des trébuchets (alors que l'usage des grenades explosives et des bombes est connu en Chine depuis le Xe siècle). Pendant ce temps, deux rébellions de nobles Jurchens, menées par le futur empereur des Jin, Wanyan Yong, et de membres de tribus khitanes, se déclarent en Mandchourie. Ceci contraint la cour de la dynastie Jin à retirer à contrecœur ses troupes du sud de la Chine pour étouffer ces soulèvements. Finalement, l'empereur Wanyan Liang ne parvient pas à conquérir les Song du Sud et est assassiné par ses propres généraux en décembre 1161,. Le soulèvement Khitan continue jusqu'en 1164. Le traité de Longxing (隆興和議) est signé en 1165 entre les Song et les Jin, rétablissant la frontière de 1142 et initiant quatre décennies de paix entre les deux États,.

Portrait de Genghis Khan, qui initie la première invasion mongole de Chine.

Dans les années 1205 et 1209, l'État de Jin essuie des raids au nord menés par les Mongols. En 1211, la principale campagne menée par Genghis Khan est lancée. Son armée est constituée de cinquante-cinq mille archers, alors que ses fils sont à la tête d'armées de tailles similaires. Patricia Ebrey écrit sur ce point que la population mongole de l'époque ne devait pas dépasser 1,5 million d'individus ; les Mongols ont donc grossi leurs rangs en employant des Khitans et des Chinois de l'ethnie Han « qui n'avaient pas de grande loyauté envers leurs chefs Khitans ». Après l'assassinat de l'empereur Jin Weishaowang par un général Jurchen en 1213 et l'accession au trône de l'empereur Jin Xuanzong, un accord de paix est négocié entre les Jin et les Mongols en 1214. Genghis Khan transforme donc l'État Jin en État vassal de l'Empire mongol. Cependant, quand la cour Jin déménage de Pékin à Kaifeng, Genghis Khan perçoit ce déplacement comme un signe de révolte. Il attaque l'ancienne capitale des Jin, Pékin, la saccageant et la brûlant. Les Jin sont à nouveau attaqués par les Mongols en 1229 à la suite de l'accession au trône d'Ögedei Khan. Selon les rapports de 1232, rédigés par le commandant Chizhan Hexi, les Jurchens mènent une vaillante résistance contre les Mongols, qu'ils parviennent à effrayer et démoraliser lors du siège de la capitale, grâce à l'usage de bombes et de lance-flammes. Toutefois, la capitale Kaifeng tombe finalement lors de son siège en 1233. L'année 1234 marque la chute définitive de la dynastie Jin, défaite par les Mongols.
La dynastie des Xia occidentaux connait par la suite un destin similaire à celle des Jin. Alors qu'ils sont vassaux des Mongols, les Xia occidentaux cherchent à lier des alliances avec les Jin et les Song. L'empire mongol les considère donc comme peu fiables et lance une attaque contre eux. Genghis Khan meurt en 1227 durant le siège de cinq mois de leur capitale. Jugé responsable de cette mort, le dernier dirigeant des Xia occidentaux est frappé à mort lorsqu'il tente de quitter la ville avec une partie de son entourage. En 1227, la dynastie des Xia occidentaux tombe aux mains des Mongols.

## Invasion mongole et fin de la dynastie Song
Après la mort de Gaozong et l'émergence des Mongols, la dynastie Song lie une alliance militaire avec ces derniers dans l'espoir de parvenir enfin à renverser la dynastie Jin (1115-1234). Plusieurs dizaines de milliers de chariots remplis de grains sont ainsi envoyés en soutien à l'armée mongole durant le siège de Kaifeng. Après la chute des Jurchens en 1234, les généraux des Song du Sud brisent l'alliance en capturant les trois capitales historiques Kaifeng, Luoyang et Chang'an. Cependant, ces villes, ravagées par des années de guerre, manquent de ressources économiques et de potentiel de défense. Cette rupture d'alliance conduit à un conflit armé entre les Mongols et les Chinois des Song. Les forces d'Ögodei Khan conquièrent cinquante-quatre des cinquante-huit districts du Sichuan en 1236, massacrant plus d'un million d'habitants de la ville de Chengdu, capturée par les Mongols sans grande difficulté.

### Campagne de Möngke

Expansion de l'empire mongol durant le XIIIe siècle jusqu'à la mort de Kublai Khan en 1294. Les limites de la dynastie Yuan sont représentées en violet sur la dernière carte.

Les Mongols remportent leurs plus belles victoires avec Möngke Khan, réputé pour ses batailles en Russie et Hongrie, lors de l'invasion de l'Europe, et pour la destruction de la famille Ch'oe de Corée en 1258. En 1252, Möngke charge son jeune frère Kublai de conquérir le royaume de Dali au sud-ouest (actuelle province de Yunnan) ; cette campagne, menée de l'été 1253 jusqu'au début de l'année 1254 se termine par une victoire,. Möngke lance également une campagne militaire au nord du Vietnam, qui se solde cette fois par un échec. En 1258, après avoir mis à sac le Bagdad médiéval, et mis un terme au califat des Abbassides et à l'âge d'or islamique, Möngke envoie ses plus illustres généraux et son frère Hulagu à l'Est pour affronter la Syrie et l'Égypte. Pendant ce temps, il pénètre toujours plus en avant sur le territoire Song, jusqu'à ce qu'il trouve la mort pendant le siège de la ville de Chongqing, le 11 août 1259. Il existe plusieurs versions des circonstances de sa mort ; certaines évoquent une blessure infligée par une flèche, d'autres la dysenterie ou encore le choléra. Quelle qu'en soit la cause, la mort de Möngke met un terme à l'invasion des Song du Sud et provoque une crise de succession qui se règle finalement en faveur de Kublai Khan. Les principales armées mongoles de Hulagu engagées au Moyen-Orient sont rappelées en Mongolie. Hulagu doit effectivement participer à la réunion tribale traditionnelle de Qurultay afin de désigner le nouveau Khan Mongol. Les Mamelouks d'Égypte profitent de ce retrait pour contre-attaquer les Mongols. Les forces mongoles sous le commandement du chrétien Kitbuqa sont finalement battues dans un ultime assaut lors de la bataille d'Aïn Djalout. Ceci marque un coup d'arrêt des conquêtes mongoles à l'ouest, mais à l’Est, le conflit avec la dynastie Song perdure.

### Une frontière fluctuante

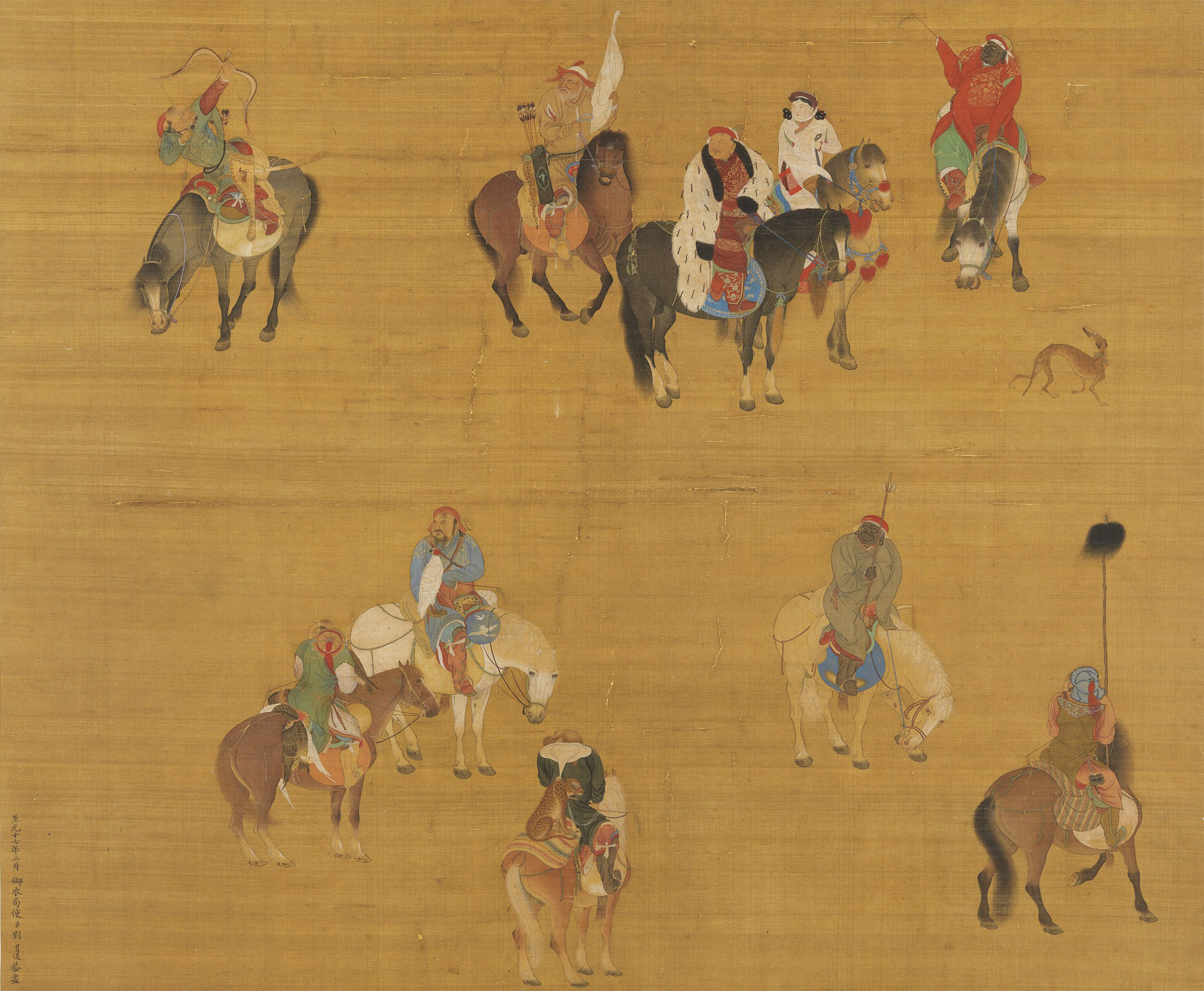
Peinture de Kublai Khan lors d'une partie de chasse avec ses gardes, œuvre de l'artiste Liu Guandao, 1280.

Alors que les forces de Möngke stoppent leur progression immédiatement après sa mort, les armées de son jeune frère Kublai continuent de combattre les Song du Sud le long du fleuve Yangzi Jiang pendant encore deux mois, jusqu'à l'automne 1259. Pendant une tempête, Kublai tente une traversée osée du fleuve et attaque les troupes des Song du Sud sur l'autre rive. Les deux camps subissent d'importantes pertes, mais les troupes de Kublai sortent victorieuses et mettent un pied sur la rive sud du Yangzi Jiang. Le chef mongol se prépare alors à prendre la ville fortifiée de Ezhou. Le Premier ministre de la dynastie Song, Jia Sidao (贾似道), charge alors le général Lü Wende du renforcement des défenses de Ezhou. Le 5 octobre, Lü parvient à contourner les forces mal préparées de Kublai et entre dans la ville. Jia Sidao envoie ensuite son général et l'émissaire Song Jing négocier un accord tributaire avec Kublai. Il lui propose un tribut annuel en argent, comme celui précédemment versé aux Khitans, en échange des territoires du sud du Yangzi Jiang capturés par les Mongols. Kublai, dont les forces sur l’autre rive sont solidement établies, rejette la proposition. Il suspend toutefois la guerre pour se rendre dans le nord avec une grande partie de ses troupes, afin de contrer son frère rival Ariq Böke, qui vient de lancer soudainement un mouvement de troupes vers la base de Kublai, à Xanadu.
L'absence de Kublai du front est perçue par le premier ministre Jia Sidao comme une opportunité à saisir. Il ordonne donc la reprise du conflit armé. Son armée met en déroute le petit détachement laissé par Kublai au sud du Yangzi Jiang et les Song regagnent ainsi les territoires précédemment perdus. Avec son allié Hulagu occupé à combattre la Horde d'or, et ses propres forces, accaparées à lutter contre son frère rival Ariq Böke, Kublai est incapable de répondre aux hostilités venant du sud. Le 21 mai 1260, il envoie son ambassadeur Hao Jing et deux autres conseillers pour négocier avec les Song du Sud. Dès leur arrivée et les premiers échanges diplomatiques, Jia Sidao ordonne l'emprisonnement des ambassadeurs de Kublai. Malgré cet affront, Kublai est contraint de se concentrer sur la menace de son frère et rival. De 1260 à 1262, les forces Song harcèlent la frontière méridionale de Kublai, forçant ce dernier à réagir par des incursions mineures jusqu'en 1264, date à laquelle son frère capitule, mettant un terme à la guerre civile mongole. En 1265, après cinq ans de conflit, une première bataille importante éclate dans la province du Sichuan, qui se solde par une victoire préliminaire de Kublai et un butin de guerre considérable de 46 navires de guerre Song.

### Mécontentement croissant

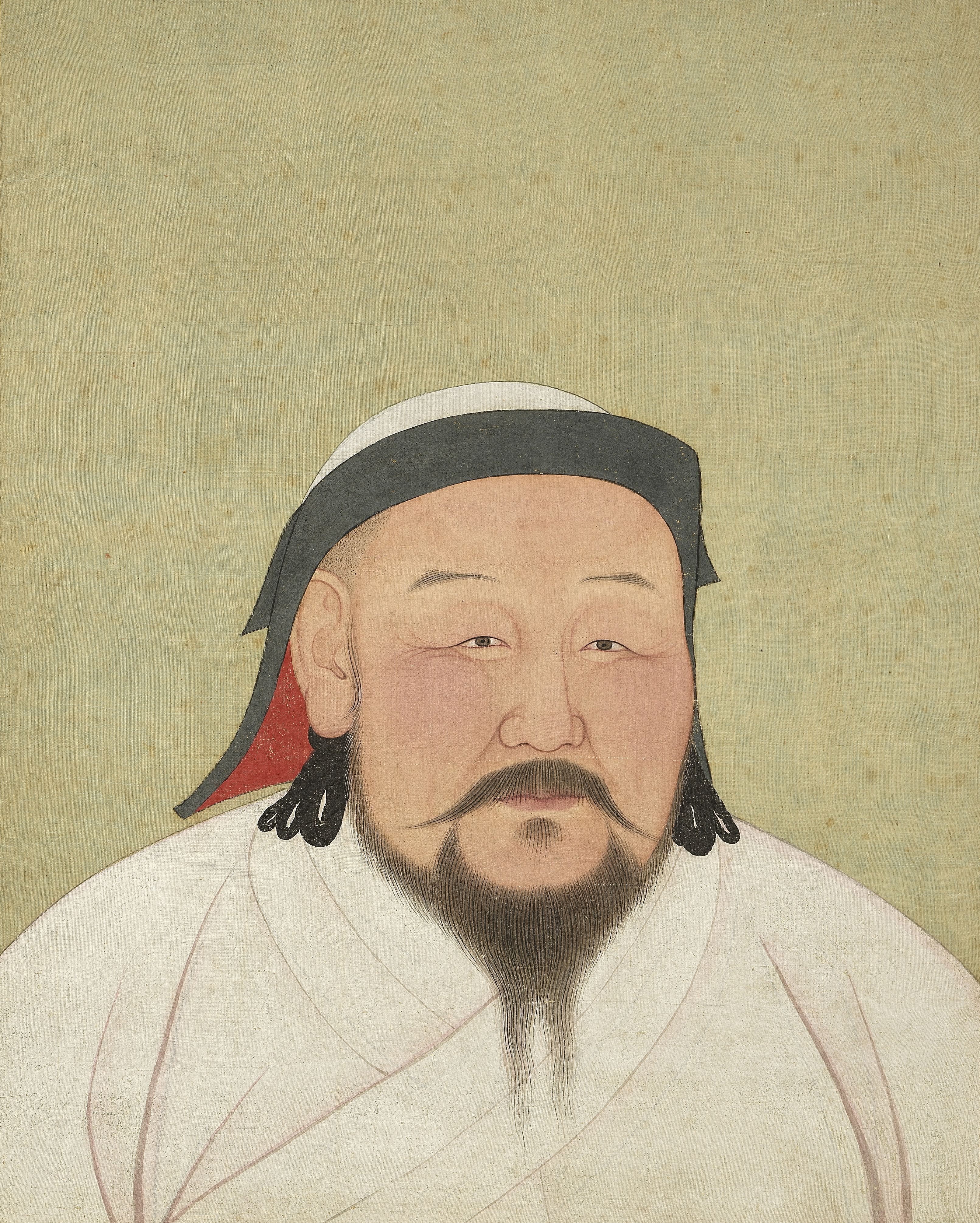
Kublai Khan est à la tête de l'Empire mongol en tant que Khagan entre 1260 et 1271. De 1271 jusqu'à sa mort en 1294, il est empereur de Chine, fondant la dynastie Yuan qui prendra fin en 1368.

Alors que Kublai se concentre sur le nord, la cour des Song mobilise son peuple et réquisitionne toutes les ressources disponibles pour l'effort de guerre. Au milieu du XIIIe siècle, le gouvernement Song mené par Jia Sidao commence à confisquer des terres détenues par les riches, afin de lever des fonds dans un plan de nationalisation des terres,. Ces mesures ont pour effet négatif d'éloigner les riches propriétaires terriens et d'accélérer la division de l'empire : les riches propriétaires terriens et marchands préfèrent accepter la conquête mongole qu'ils considèrent comme inévitable, plutôt que de payer des taxes toujours plus élevées pour soutenir l'effort de guerre,.
L'opposition politique contre le Premier ministre Jia Sidao enfle également. Jia Sidao élimine alors plusieurs fonctionnaires dissidents opposés à ses réformes visant la corruption et les profits personnels des fonctionnaires. Lorsque le premier ministre les remplace par des proches, le mécontentement monte à la cour et parmi la noblesse, qui réclame une force puissante et unifiée dirigée par Kublai. Ce dernier utilise plusieurs stratagèmes pour attirer les transfuges des Song du Sud à rejoindre son camp. Il établit sa nouvelle capitale à Dadu (actuelle Pékin) en 1264, et organise des réceptions pour les Chinois avec son conseiller Liu Bingzhong. Il donne à sa dynastie un nom chinois signifiant Premier (Yuan). Il promet enfin de fournir terres, vêtements et bœufs aux Chinois de la dynastie des Song du Sud qui le rejoindraient. Kublai Khan fait preuve de sagesse morale en libérant les prisonniers Song, alors que Jia Sidao refuse de faire de même avec l'ambassadeur de Kublai, Hao Jing. En 1261, Kublai relâche personnellement soixante-dix-sept marchands Song capturés à la frontière. En 1263, il en libère cinquante-sept autres, en 1269 encore quarante cinq. En 1264, il réprimande en personne ses propres officiers à la suite de l'exécution sans procès ni enquête de deux généraux Song. Ces actes permettent au dirigeant mongol d'améliorer sa réputation et sa légitimité vis-à-vis des Chinois.

### Bataille de Xiangyang
Le siège de la ville de Xiangyang est un conflit long qui dure entre 1268 et 1273. La cité, voisine de la ville de Fancheng, est située sur la rive opposée de la rivière Han Jiang et constitue le dernier obstacle fortifié vers la route du riche bassin du Yangzi Jiang. Kublai tente dans un premier temps d'affamer la ville en coupant ses lignes d'approvisionnement en imposant un gigantesque blocus naval de la rivière Han Jiang. C'est grâce au transfuge des Song, Liu Zheng, qui conseille à Kublai de renforcer la force navale de la dynastie Yuan, que l’opération peut être menée à bien,. À plusieurs occasions, en août 1269, mars 1270, août 1271 et septembre 1272, les Song du Sud tentent de briser le blocus des Yuan avec leur propre marine, mais chaque tentative se termine par la perte de milliers d'hommes et de centaines de navires. Une force internationale, composée de Chinois, Jurchens, Coréens, Mongols, Ouïghours et musulmans du Moyen-Orient, participe au siège de Kublai en fournissant des navires et de l'artillerie. Une fois le siège terminé et la ville capturée, durant l'été 1273, Kublai nomme le général chinois Shi Tianze et le général turc Bayan, commandants en chef des forces armées. Toutefois, Shi Tianze meurt en 1275. Bayan se retrouve alors à la tête de 200 000 hommes (pour la plupart Chinois de l'ethnie Han),.

### Résistance finale

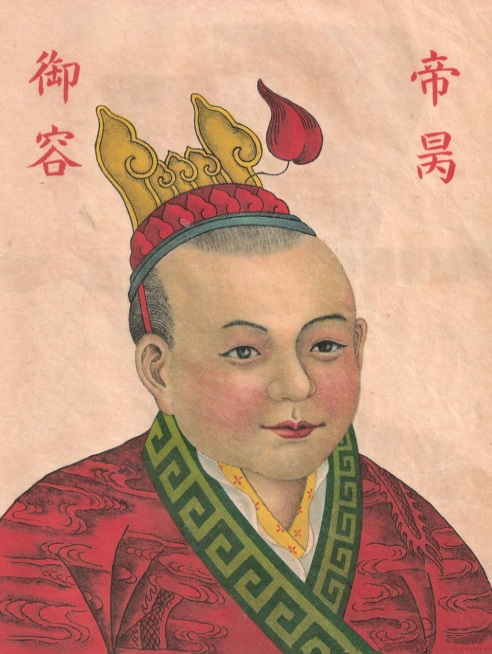
Empereur Song Bing, dernier empereur de la dynastie Song.

En mars 1275, l'armée de Bayan fait face à l'armée du Premier ministre Jia Sidao, forte de 130 000 hommes. L'affrontement tourne en faveur de Bayan, et Jia est contraint de se retirer après la désertion d'une partie de ses troupes. Ses rivaux profitent de ce moment opportun pour le punir ; Jia est dépouillé de son rang, titre et fonction et la cour l’envoie en exil au Fujian. Sur la route du Fujian, il est assassiné par un commandant chargé de l'escorter. Après sa mort, beaucoup de ses partisans et de ses anciens ministres se rendent à Bayan. En 1276, l'armée Yuan conquiert presque tout le territoire des Song du Sud, dont la capitale Hangzhou.
Pendant ce temps, les rebelles restants de la cour des Song fuient vers Fuzhou. L'empereur Song Gong laisse derrière lui l'impératrice douairière qui se soumet à Bayan, horrifiée par l'ampleur du massacre de Changzhou. Avant la prise de la capitale, l'impératrice douairière Xie (1208-1282) tente une ultime négociation avec Bayan, promettant un tribut annuel à la dynastie Yuan, mais ses propositions sont rejetées. Une fois tous les recours diplomatiques épuisés, l'impératrice remet le sceau impérial de la dynastie Song à Bayan, un geste qui constitue « un symbole sans ambiguïté de capitulation ». Après la soumission de l'empereur Gong, Bayan ordonne que la famille impériale Song soit respectée et interdit le pillage de leurs tombes et trésors. Kublai donne à l'ancien empereur le titre de « duc de Ying », mais ce dernier est finalement exilé au Tibet où il embrasse la vie monastique en 1296.
Tout espoir de résistance repose alors sur les deux jeunes frères de l'empereur Song Gong. Le plus âgé, Zhao Shi, qui n'a que neuf ans, se déclare empereur le 14 juin 1276 à Fuzhou. La cour trouve ensuite refuge à Quanzhou et cherche une alliance avec l'intendant supérieur du transport maritime, le musulman Pu Shougeng. Toutefois, ce dernier lie secrètement une alliance avec Kublai, ce qui force la cour des Song à fuir en 1277. La cour se réfugie alors à Mui Wo sur l'île de Lantau (localité actuelle de Kowloon City à Hong Kong). L'empereur tombe malade et meurt le 8 mai 1278 à l'âge de dix ans seulement. Son jeune frère lui succède, alors qu'il n'a que sept ans, et devient l'empereur Song Bing. Le monument Sung Wong Toi à Kowloon rappelle d'ailleurs cette intronisation. Le 19 mars 1279, l'armée Song perd son ultime bataille, la bataille de Yamen, battue par l'armée Yuan menée par le général chinois Zhang Hongfan dans le delta de la rivière des Perles. Le Premier ministre Song, Lu Xiufu, aurait alors pris l'enfant empereur dans ses bras et aurait sauté de son navire sur le point de couler, entraînant leur mort par noyade.
Avec la mort de son dernier empereur, la Chine des Song prend fin, alors que Kublai établit le royaume de la dynastie Yuan qui s'étend sur la Chine historique, la Mongolie, la Mandchourie, le Tibet et la Corée. Pendant la centaine d'années suivantes, les Chinois vont donc vivre sous une dynastie établie et dirigée par des Mongols. Il faudra attendre 1368 pour que la Chine soit dirigée à nouveau par des Chinois de l'ethnie Han, avec la dynastie Ming.

## Littérature historique

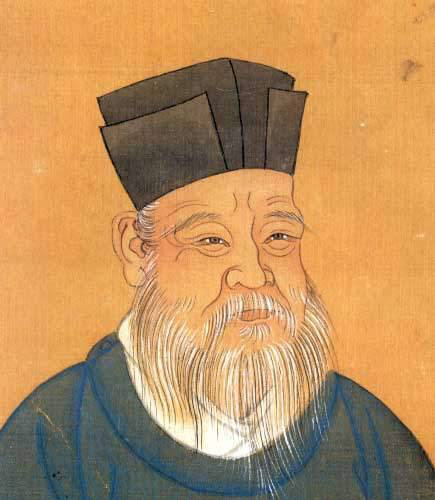
Zhu Xi (1130–1200), philosophe néoconfucianiste, auteur de Zizhi Tongjian, un texte historique compilé à l'origine par Sima Guang.

Au cours de la dynastie Song, le Zizhi Tongjian (chinois simplifié : 资治通鉴 ; chinois traditionnel : 資治通鑒 ; Wade : Tzu-chih t’ung-chien ; litt. « Miroir compréhensif pour aider le gouvernement ») est compilé au XIe siècle. Il constitue un travail énorme de l'historiographie chinoise et apporte une approche écrite de l'histoire universelle de Chine. Le travail de compilation est d'abord ordonné par l'empereur Yingzong en 1065. Une équipe de fonctionnaires dirigée par Sima Guang présente le travail terminé à l'empereur Song Shenzong en 1084. L'écrit est composé de 294 volumes et compte environ 3 millions de caractères. Le Zizhi Tongjian aborde les personnages, lieux et évènements de l'histoire chinoise depuis le début des Royaumes combattants en -403 jusqu'au début de la dynastie Song en 959. Sa taille, sa concision et sa portée sont souvent comparées à l'innovant travail d'historiographie chinoise compilée par l'historien Sima Qian (-145 -90), connu sous le nom de Shiji. Ce travail historique est plus tard compilé et condensé en cinquante-cinq livres différents par le philosophe néoconfucianiste Zhu Xi en 1189 ; son travail est achevé par ses élèves peu après sa mort en 1200. Pendant la dynastie Qing des Mandchous, en 1708, le livre est réimprimé ; peu de temps après 1737, le moine jésuite Joseph-Anne-Marie de Moyriac de Mailla (1679-1748) le traduit. Il est par la suite édité et publié par le jésuite Jean-Baptiste Gabriel Alexandre Grosier (1743-1823), en partenariat avec Le Roux des Hauterays. Un trentième volume et une page de titre sont ajoutés. Il est également traduit et publié par l'astronome jésuite Antoine Gaubil en 1759, dont les élèves fondent une école russe de sinologie.
Une autre source historique de la période Song est l'énorme encyclopédie Cefu Yuangui publiée en 1013, un des Quatre grands livres des Song. Divisé en 1 000 volumes de 9,4 millions de caractères, ce livre fournit des informations importantes sur les essais politiques de la période, des biographies approfondies sur les dirigeants ; il aborde divers sujets, et retranscrit une grande quantité de mémoires et décrets émis par la cour impériale.
Cependant, l'histoire officielle de la dynastie des Song est consignée dans le Song Shi, en 1345 durant la dynastie Yuan. L'histoire des Jurchens de la dynastie Jin, le Jin Shi, est rédigée la même année. Ce livre historique fait partie des Vingt-Quatre Histoires de Chine.